# Saint-Jean-Pierre-Fixte
Pour les articles homonymes, voir Saint-Jean.
Saint-Jean-Pierre-Fixte est une commune française située dans le département d'Eure-et-Loir en région Centre-Val de Loire.

## Géographie

### Situation
La commune se situe dans la région naturelle du Perche.

Situation géographique
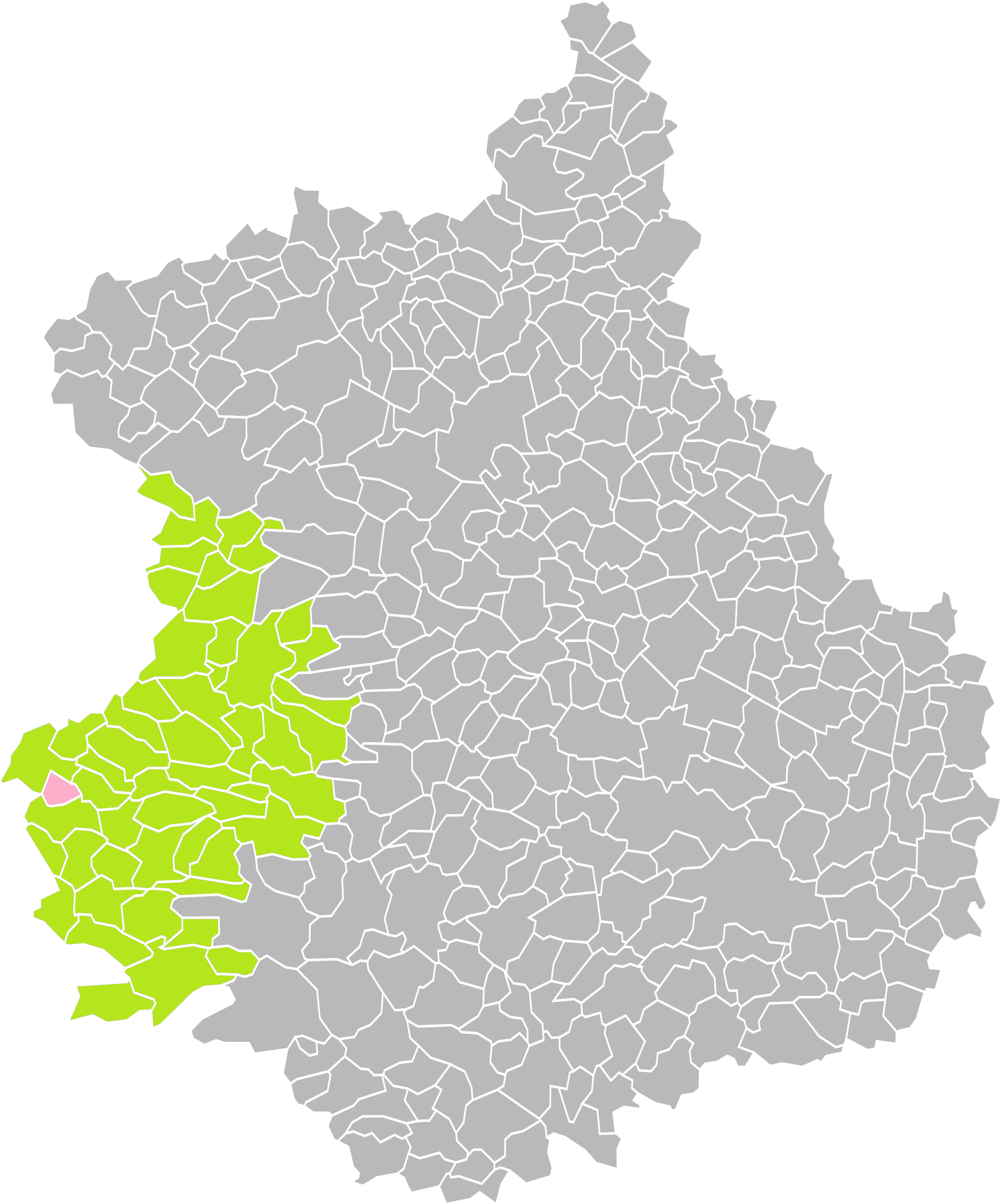
Saint-Jean-Pierre-Fixte dans son arrondissement.
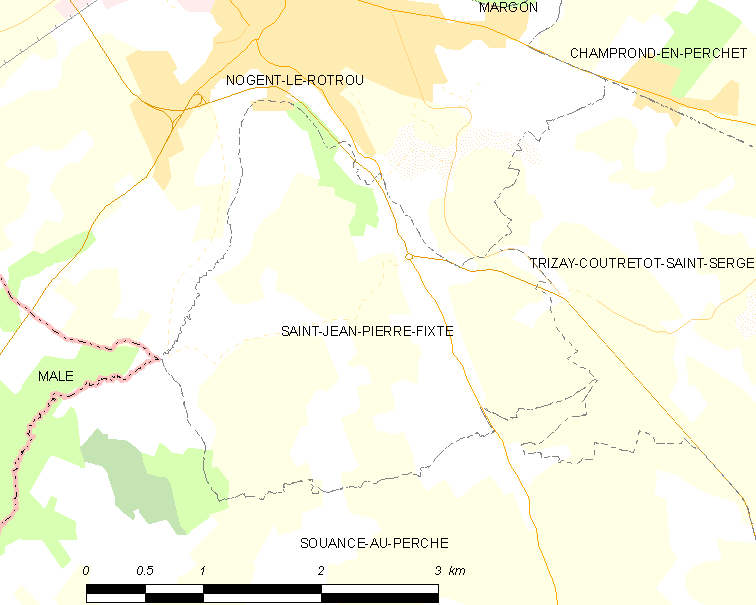
Carte de la commune de Saint-Jean-Pierre-Fixte.

### Communes et département limitrophes
|             | Nogent-le-Rotrou        |                              |
| Mâle (Orne) | Saint-Jean-Pierre-Fixte | Trizay-Coutretot-Saint-Serge |
|             | Souancé-au-Perche       |                              |

### Climat
Pour des articles plus généraux, voir Climat du Centre-Val de Loire et Climat d'Eure-et-Loir.
En 2010, le climat de la commune est de type climat océanique dégradé des plaines du Centre et du Nord, selon une étude du CNRS s'appuyant sur une série de données couvrant la période 1971-2000. En 2020, Météo-France publie une typologie des climats de la France métropolitaine dans laquelle la commune est exposée à un climat océanique altéré et est dans la région climatique  Normandie (Cotentin, Orne), caractérisée par une pluviométrie relativement élevée (850 mm/a) et un été frais (15,5 °C) et venté. 
Pour la période 1971-2000, la température annuelle moyenne est de 10,4 °C, avec une amplitude thermique annuelle de 14,6 °C. Le cumul annuel moyen de précipitations est de 735 mm, avec 12 jours de précipitations en janvier et 7,5 jours en juillet. Pour la période 1991-2020, la température moyenne annuelle observée sur la station météorologique de Météo-France la plus proche, sur la commune de Vichères à 6 km à vol d'oiseau, est de 11,3 °C et le cumul annuel moyen de précipitations est de 731,9 mm,. Pour l'avenir, les paramètres climatiques de la commune estimés pour 2050 selon différents scénarios d'émission de gaz à effet de serre sont consultables sur un site dédié publié par Météo-France en novembre 2022.

## Urbanisme

### Typologie
Au 1er janvier 2024, Saint-Jean-Pierre-Fixte est catégorisée commune rurale à habitat dispersé, selon la nouvelle grille communale de densité à 7 niveaux définie par l'Insee en 2022.
Elle est située hors unité urbaine. Par ailleurs la commune fait partie de l'aire d'attraction de Nogent-le-Rotrou, dont elle est une commune de la couronne,. Cette aire, qui regroupe 25 communes, est catégorisée dans les aires de moins de 50 000 habitants,.

### Occupation des sols
L'occupation des sols de la commune, telle qu'elle ressort de la base de données européenne d’occupation biophysique des sols Corine Land Cover (CLC), est marquée par l'importance des territoires agricoles (96,1 % en 2018), une proportion identique à celle de 1990 (96,1 %). La répartition détaillée en 2018 est la suivante : 
terres arables (60 %), prairies (36,1 %), forêts (3,6 %), zones urbanisées (0,4 %). L'évolution de l’occupation des sols de la commune et de ses infrastructures peut être observée sur les différentes représentations cartographiques du territoire : la carte de Cassini (XVIIIe siècle), la carte d'état-major (1820-1866) et les cartes ou photos aériennes de l'IGN pour la période actuelle (1950 à aujourd'hui).

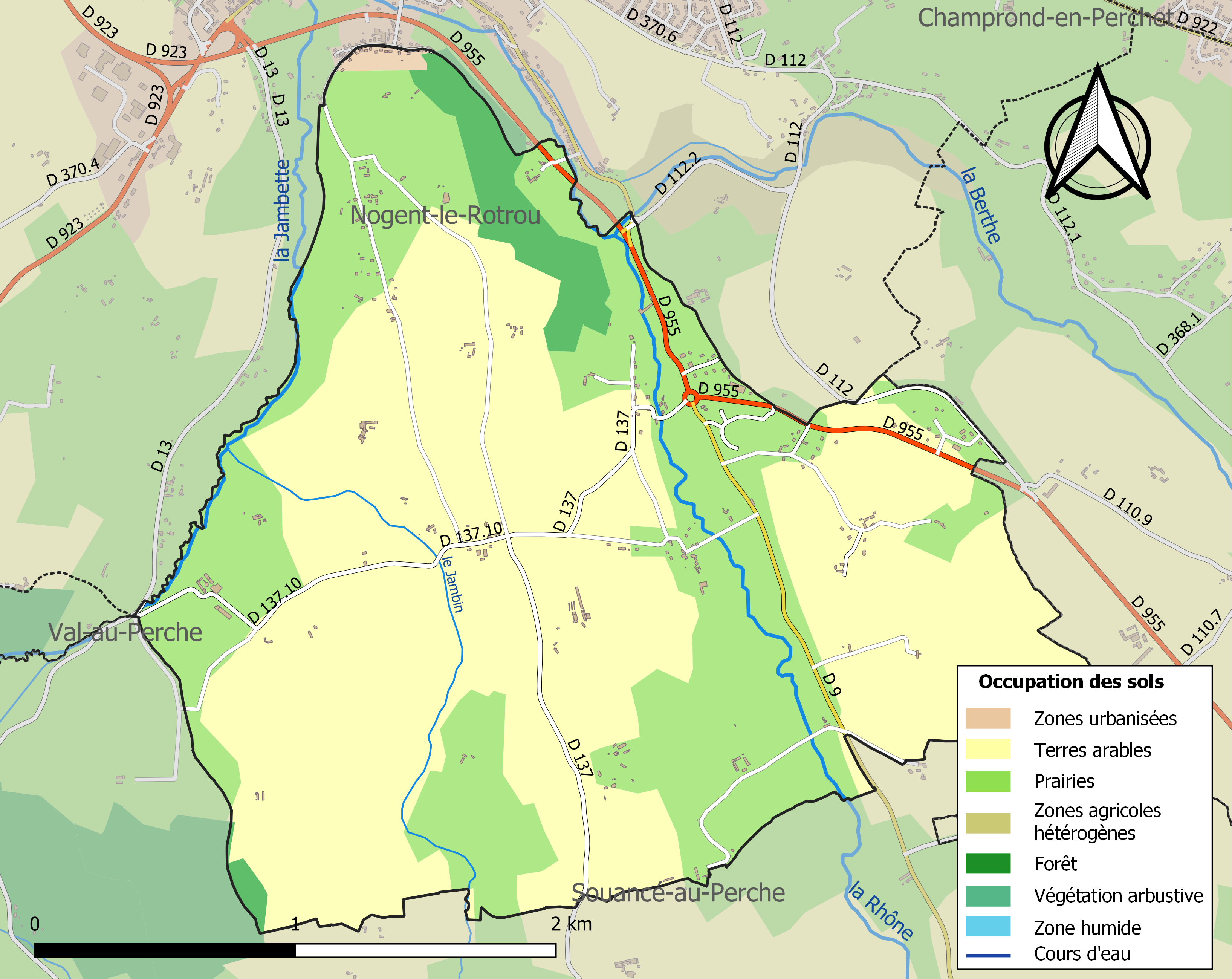
Carte des infrastructures et de l'occupation des sols de la commune en 2018 (CLC).

### Lieux-dits, hameaux et écarts
Ce tableau liste les lieux-dits présents sur la commune de Saint-Jean-Pierre-Fixte.
- Aumônerie (l)
- Petit Aunay (le)
- Bel Air
- Bigotière (la)
- Haut Bois (le)
- Boisserie (la)
- Bordes (les)
- Boulaye (la)
- Bout du Bois (le)
- Cascade (la)
- Chambeyron (le)
- Chanerie (la)
- Grand Charme (le)
- Petit Charme (le)
- Grand Châtillon (le)
- Petit Châtillon (le)
- Chênes (les)
- Chèvrerie (la)
- Cormier (le)
- Fuye (la)
- Gatys (les)
- Gouenneteries (les)
- Granges (les)
- Petit Gros Bois (le)
- Gros Bois Charon (le)
- Gros Bois Gaslin (le)
- Gros Bois Roger (le)
- Guerrière (la)
- Guimpier (le)
- Houdonnière (la)
- Isles (les)
- Jevrie (la)
- Joustière (la)
- Mahotière (la)
- Maillardière (la)
- Maison Neuve (la)
- Malbrou
- Malleterie (la)
- Marchais (les)
- Menardière (la)
- Montrousset
- Moulin à Papier (le)
- Moulin de Prainville (le)
- Pilloisière (la)
- Piternière (la)
- Poussineries (les)
- Grand Prainville (le)
- Sablon (le)
- Taillis (le)
- Tertillère (la)
- Valettes (les)
- Vallée (la)
- Vieux Moulin (le)

### Risques majeurs
Le territoire de la commune de Saint-Jean-Pierre-Fixte est vulnérable à différents aléas naturels : météorologiques (tempête, orage, neige, grand froid, canicule ou sécheresse), inondations, mouvements de terrains et séisme (sismicité très faible). Il est également exposé à un risque technologique, le transport de matières dangereuses. Un site publié par le BRGM permet d'évaluer simplement et rapidement les risques d'un bien localisé soit par son adresse soit par le numéro de sa parcelle.

#### Risques naturels
Certaines parties du territoire communal sont susceptibles d’être affectées par le risque d’inondation par débordement de cours d'eau, notamment la Jambette, la Berthe et la Rhône. La commune a été reconnue en état de catastrophe naturelle au titre des dommages causés par les inondations et coulées de boue survenues en 1999,.

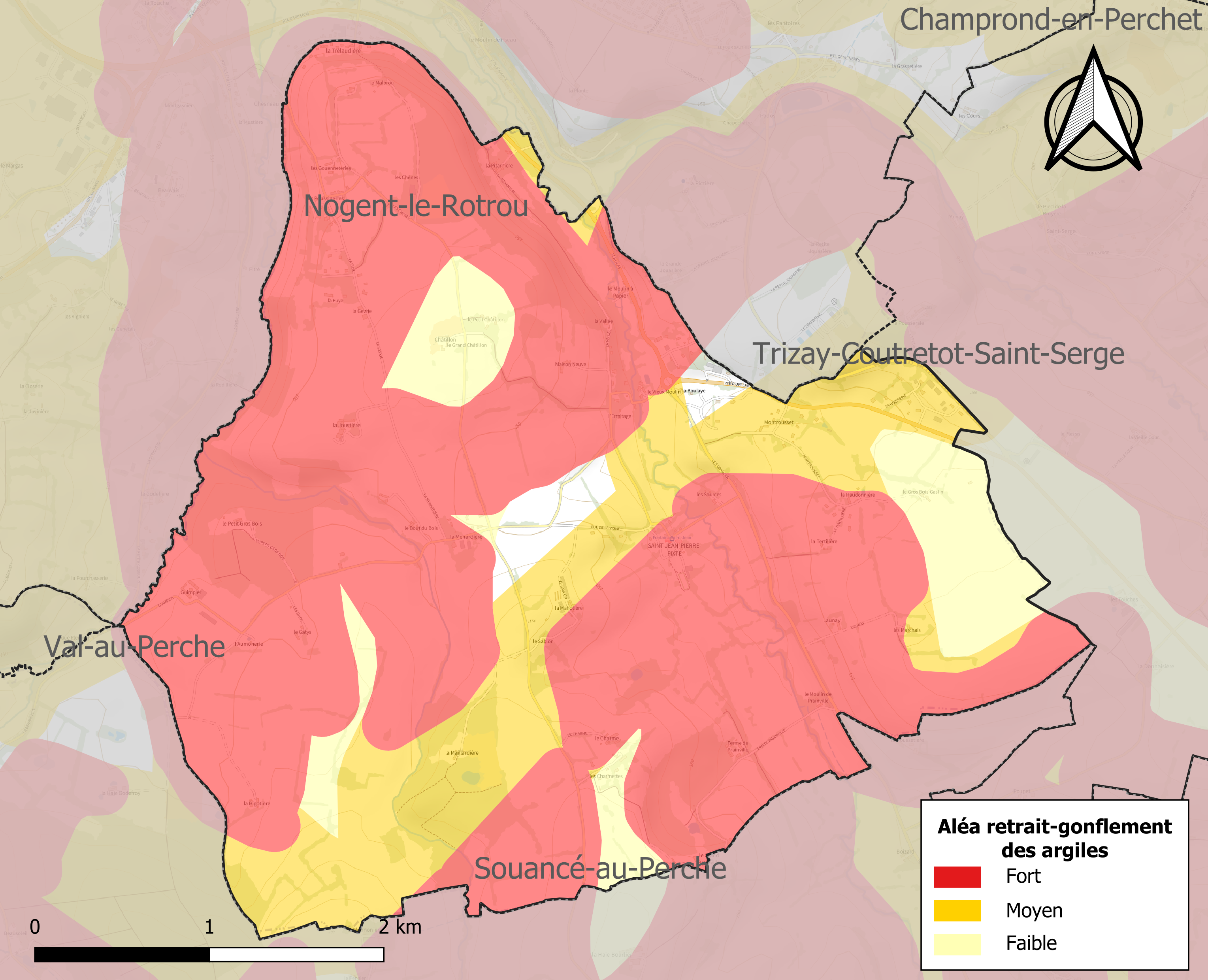
Carte des zones d'aléa retrait-gonflement des sols argileux de Saint-Jean-Pierre-Fixte.

Les mouvements de terrains susceptibles de se produire sur la commune sont des mouvements de sols liés à la présence d'argile, des affaissements et effondrements liés aux cavités souterraines (hors mines) et des effondrements généralisés. L'inventaire national des cavités souterraines permet de localiser celles situées sur la commune.
Le retrait-gonflement des sols argileux est susceptible d'engendrer des dommages importants aux bâtiments en cas d’alternance de périodes de sécheresse et de pluie. 88,8 % de la superficie communale est en aléa moyen ou fort (52,8 % au niveau départemental et 48,5 % au niveau national). Sur les 134 bâtiments dénombrés sur la commune en 2019, 119 sont en aléa moyen ou fort, soit 89 %, à comparer aux 70 % au niveau départemental et 54 % au niveau national. Une cartographie de l'exposition du territoire national au retrait gonflement des sols argileux est disponible sur le site du BRGM,.
Concernant les mouvements de terrains, la commune a été reconnue en état de catastrophe naturelle au titre des dommages causés par la sécheresse en 2003 et 2018 et par des mouvements de terrain en 1999.

#### Risques technologiques
Le risque de transport de matières dangereuses sur la commune est lié à sa traversée par des infrastructures routières ou ferroviaires importantes ou la présence d'une canalisation de transport d'hydrocarbures. Un accident se produisant sur de telles infrastructures est en effet susceptible d’avoir des effets graves au bâti ou aux personnes jusqu’à 350 m, selon la nature du matériau transporté. Des dispositions d’urbanisme peuvent être préconisées en conséquence.

## Toponymie
Le nom de la localité est attesté sous les formes Petra Fixa  en 1142 (cart. de Saint-Denis de Nogent-le-Rotrou, fol. 3), Petra Fracta vers 1220 et vers 1250 (pouillé), Pierre Ficte en 1449 (reg. des contrats du chap. de Chartres), Pierre Fixte et Saint Jean Pierre Fixte en 1793, Pierre-Sixte et Saint-Jean-Pierre-Fixte en 1801.
Saint-Jean est un hagiotoponyme.
Pierre Fixte : du latin Petra Fracta, « pierre fracturée ».

## Histoire

### Révolution française et Empire
Au cours de la Révolution française, la commune porta provisoirement le nom de Fontaine-Libre.

## Politique et administration

### Liste des maires
| Période                                  | Période  | Identité              | Étiquette | Qualité  |
| ---------------------------------------- | -------- | --------------------- | --------- | -------- |
| 1800                                     | 1807     | Jean-Sébastien Aubert |           |          |
| 1807                                     | 1816     | Jean-Denis Brouard    |           |          |
| 1816                                     | 1828     | Grégoire Leroy        |           |          |
| 1908                                     | ?        | Julien Pelletier      |           |          |
| 1919                                     | 1920     | Varenne               |           |          |
| 1920                                     | ?        | Félicien Picard       |           |          |
| 1953                                     | 1977     | Maurice Charpagne     |           |          |
| 1977                                     | 1980     | André Filoche         |           |          |
| 1981                                     | 1989     | Maurice Herry         |           |          |
| 1989                                     | 2001     | André di Giovanni     |           |          |
| 2001                                     | 2013     | Pierre Bequignon      |           |          |
| septembre 2013                           | mai 2020 | Alain Josse           | SE        | Retraité |
| mai 2020                                 | en cours | Julie Rachel          |           |          |
| Les données manquantes sont à compléter. |          |                       |           |          |

## Population et société

### Démographie
L'évolution du nombre d'habitants est connue à travers les recensements de la population effectués dans la commune depuis 1793. Pour les communes de moins de 10 000 habitants, une enquête de recensement portant sur toute la population est réalisée tous les cinq ans, les populations de référence des années intermédiaires étant quant à elles estimées par interpolation ou extrapolation. Pour la commune, le premier recensement exhaustif entrant dans le cadre du nouveau dispositif a été réalisé en 2005.

En 2022, la commune comptait 269 habitants, en évolution de +3,46 % par rapport à 2016 (Eure-et-Loir : −0,23 %, France hors Mayotte : +2,11 %).
| 1793 | 1800 | 1806 | 1821 | 1831 | 1836 | 1841 | 1846 | 1851 |
| ---- | ---- | ---- | ---- | ---- | ---- | ---- | ---- | ---- |
| 284  | 290  | 297  | 258  | 270  | 268  | 295  | 326  | 314  |

| 1856 | 1861 | 1866 | 1872 | 1876 | 1881 | 1886 | 1891 | 1896 |
| ---- | ---- | ---- | ---- | ---- | ---- | ---- | ---- | ---- |
| 309  | 260  | 219  | 203  | 208  | 196  | 232  | 210  | 224  |

| 1901 | 1906 | 1911 | 1921 | 1926 | 1931 | 1936 | 1946 | 1954 |
| ---- | ---- | ---- | ---- | ---- | ---- | ---- | ---- | ---- |
| 222  | 219  | 212  | 191  | 225  | 223  | 212  | 206  | 193  |

| 1962 | 1968 | 1975 | 1982 | 1990 | 1999 | 2005 | 2006 | 2010 |
| ---- | ---- | ---- | ---- | ---- | ---- | ---- | ---- | ---- |
| 183  | 145  | 180  | 210  | 307  | 291  | 292  | 289  | 280  |

| 2015 | 2020 | 2022 | - | - | - | - | - | - |
| ---- | ---- | ---- | - | - | - | - | - | - |
| 263  | 265  | 269  | - | - | - | - | - | - |

### Enseignement
- Aucun établissement scolaire sur la commune, l'éducation est faite à Nogent-le-Rotrou.

### Manifestations culturelles et festivités
- Comité des fêtes, chargé de l'organisation de la fête de la Saint Jean, vide-grenier, beaujolais nouveau et l'arbre de noël[29].

## Économie
- Une douzaine d'entreprises est présente sur la commune[30]

## Culture locale et patrimoine

### Lieux et monuments

#### Église  Saint-Jean-Baptiste

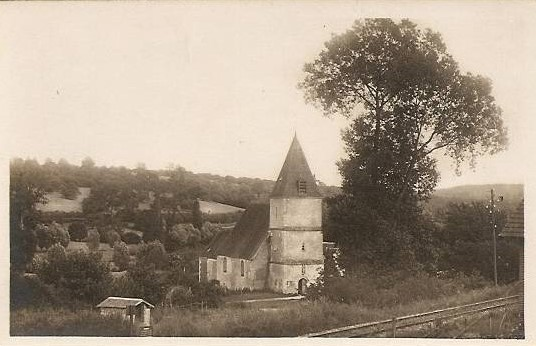
Carte postale ancienne.

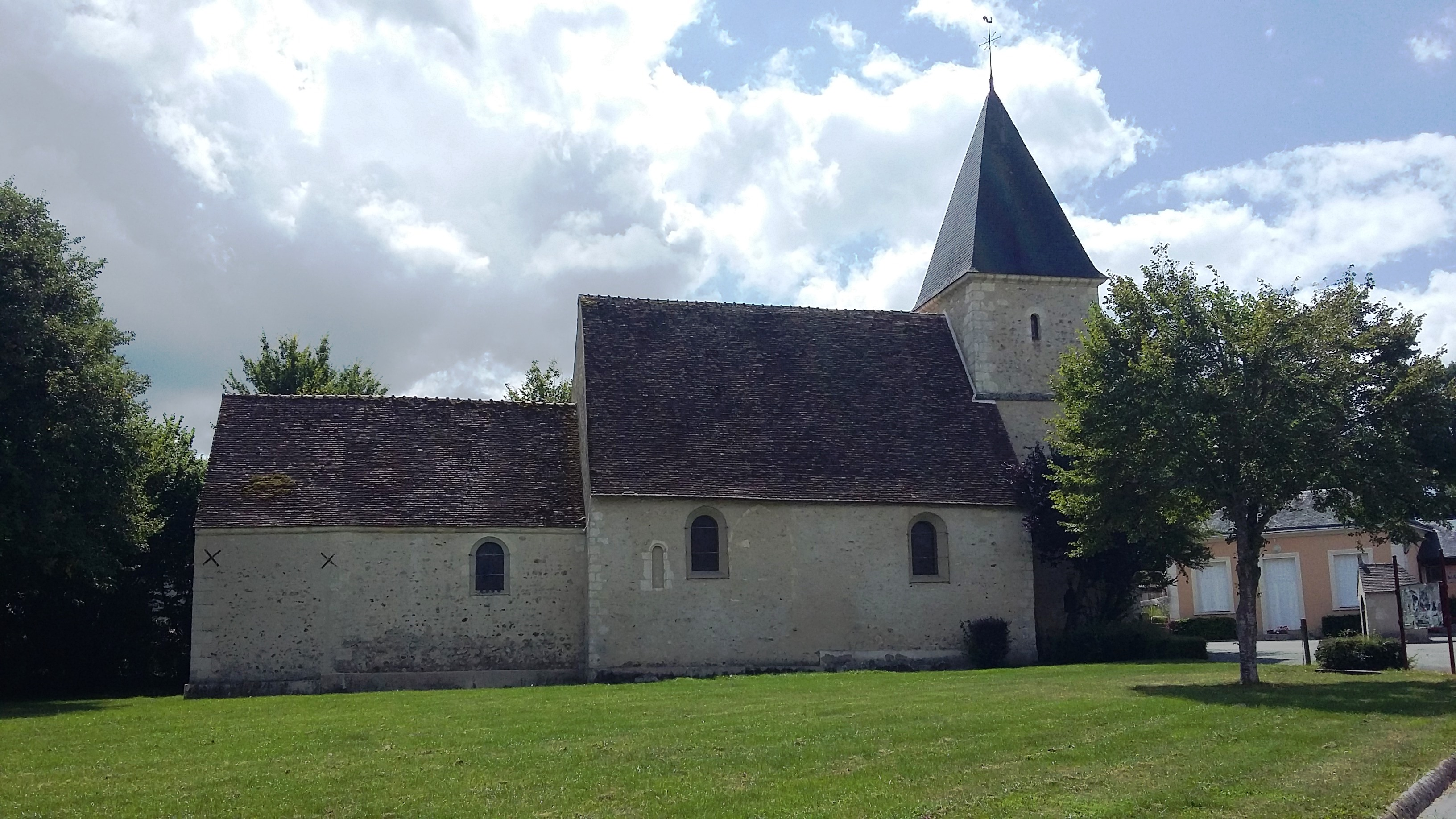
Église Saint-Jean-Baptiste

L'église Saint-Jean-Baptiste est recensée dans l'inventaire général du patrimoine culturel. La nef et le chœur datent du XIIe siècle. La tour-clocher actuelle date de 1622, en effet, la première, construite en 1619 s'effondra faute de fondations correctes en 1620. L'église est dédiée à Saint-Jean-Baptiste.
Cette tour-clocher a une particularité. Le presbytère, bâtiment annexe à l'église a été vendu comme bien national en 1796. L'abbé du moment, Joseph Adolphe Vidal, n'avait plus de salle ni de logement. Les moyens financiers de la commune ne permettant pas la construction d'un logement pour l'abbé et d'une mairie, l'abbé, menuisier et ancien compagnon du Devoir, décida de transformer la tour-clocher et de faire trois étages, au premier étage, la salle du curé, au deuxième, la salle du conseil municipal et au troisième, sa chambre à coucher, le tout, desservi par un escalier inclus dans la tour.
En 1904, la mairie considérant que le logement n'était plus adapté, relogea le curé, non loin de l'église, dans la maison du garde-barrière qui était vacante depuis la suppression de la ligne du chemin de fer Nogent-le-Rotrou à Patay . La salle du conseil municipal prit place dans la mairie construite en face de l'église en 1956. La tour-clocher a été restaurée en 2009.

La tour-clocher de Saint-Jean-Pierre-fixte
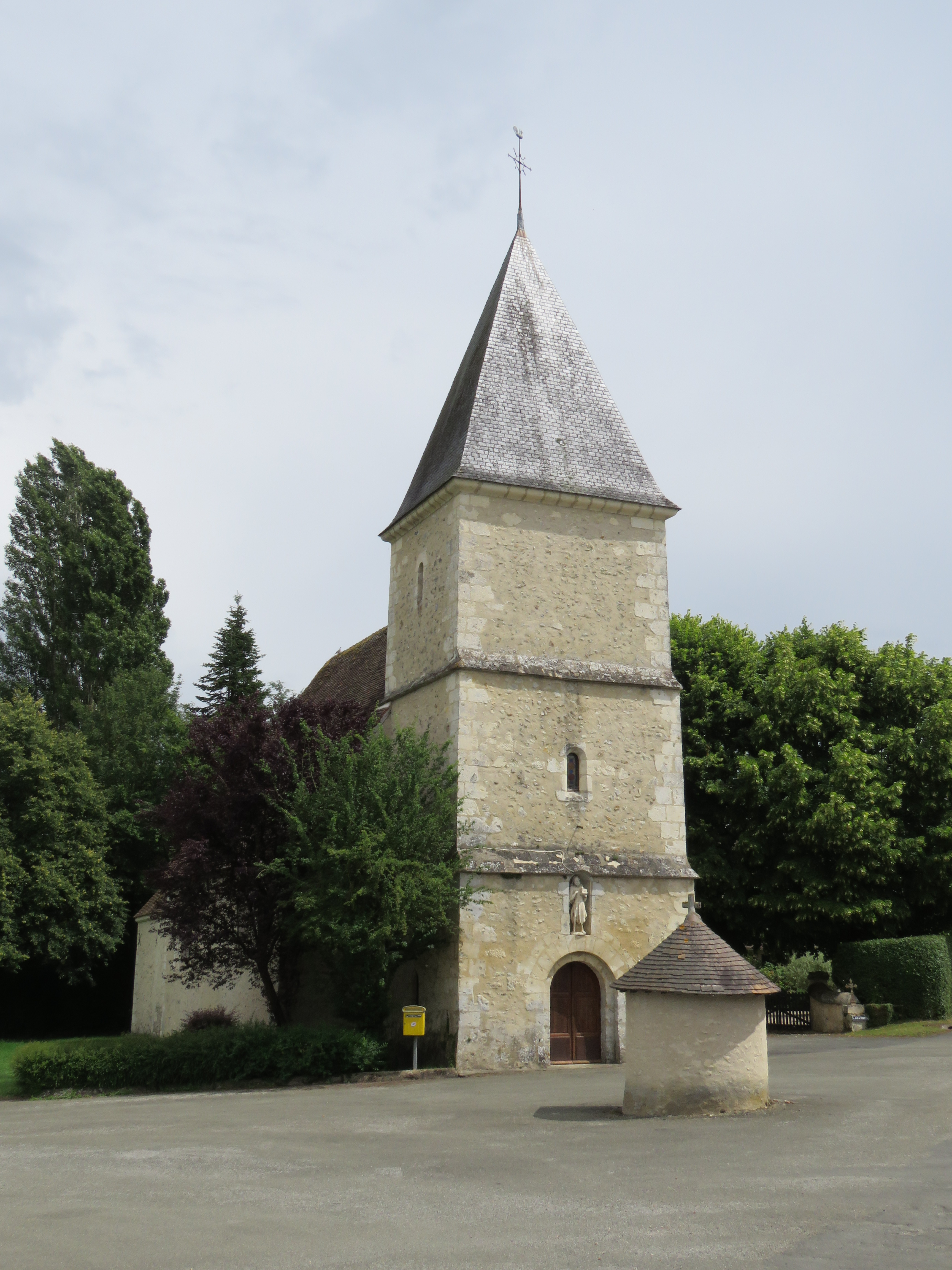
Vue générale.
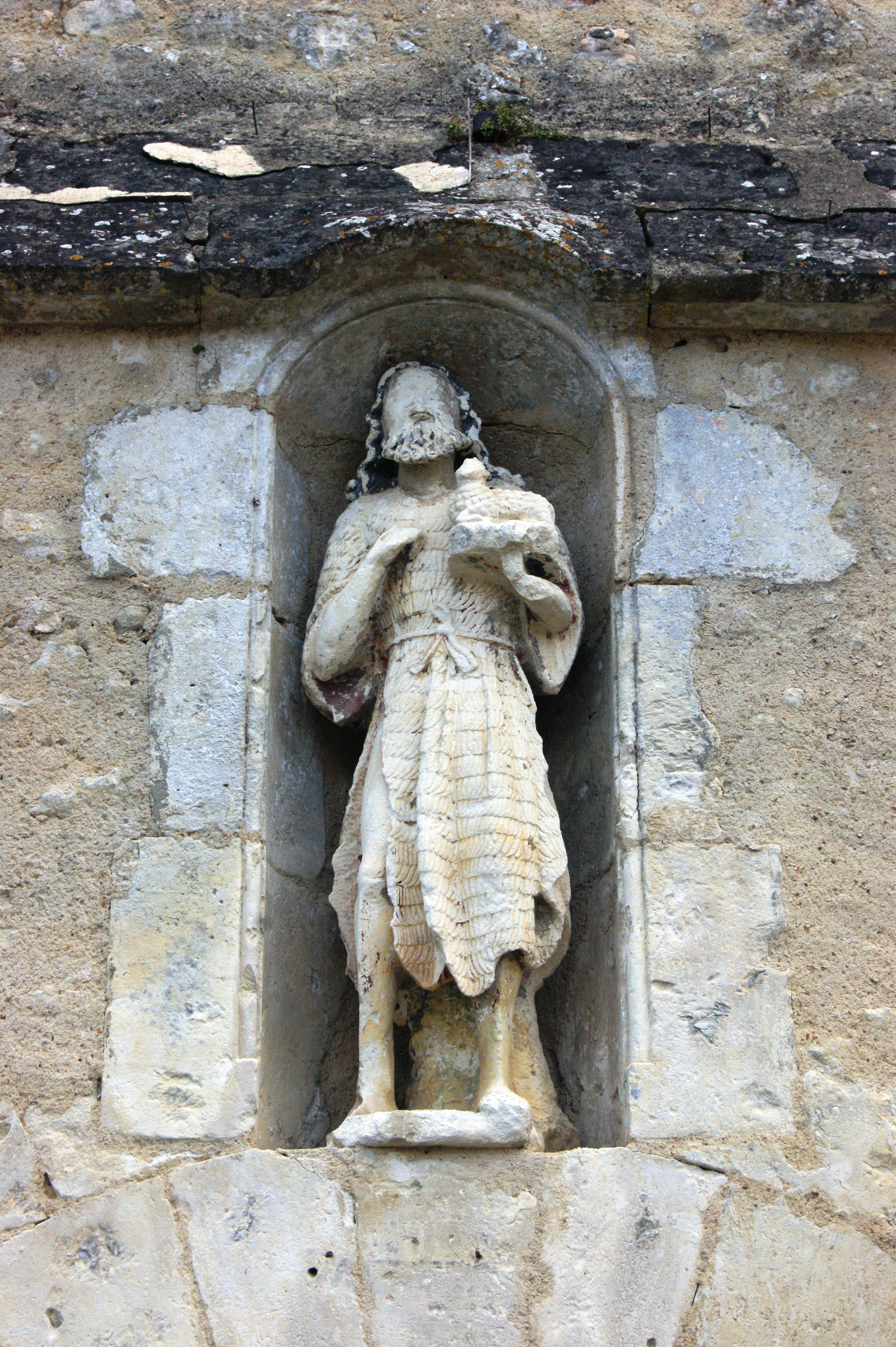
Statue de saint Jean-Baptiste.
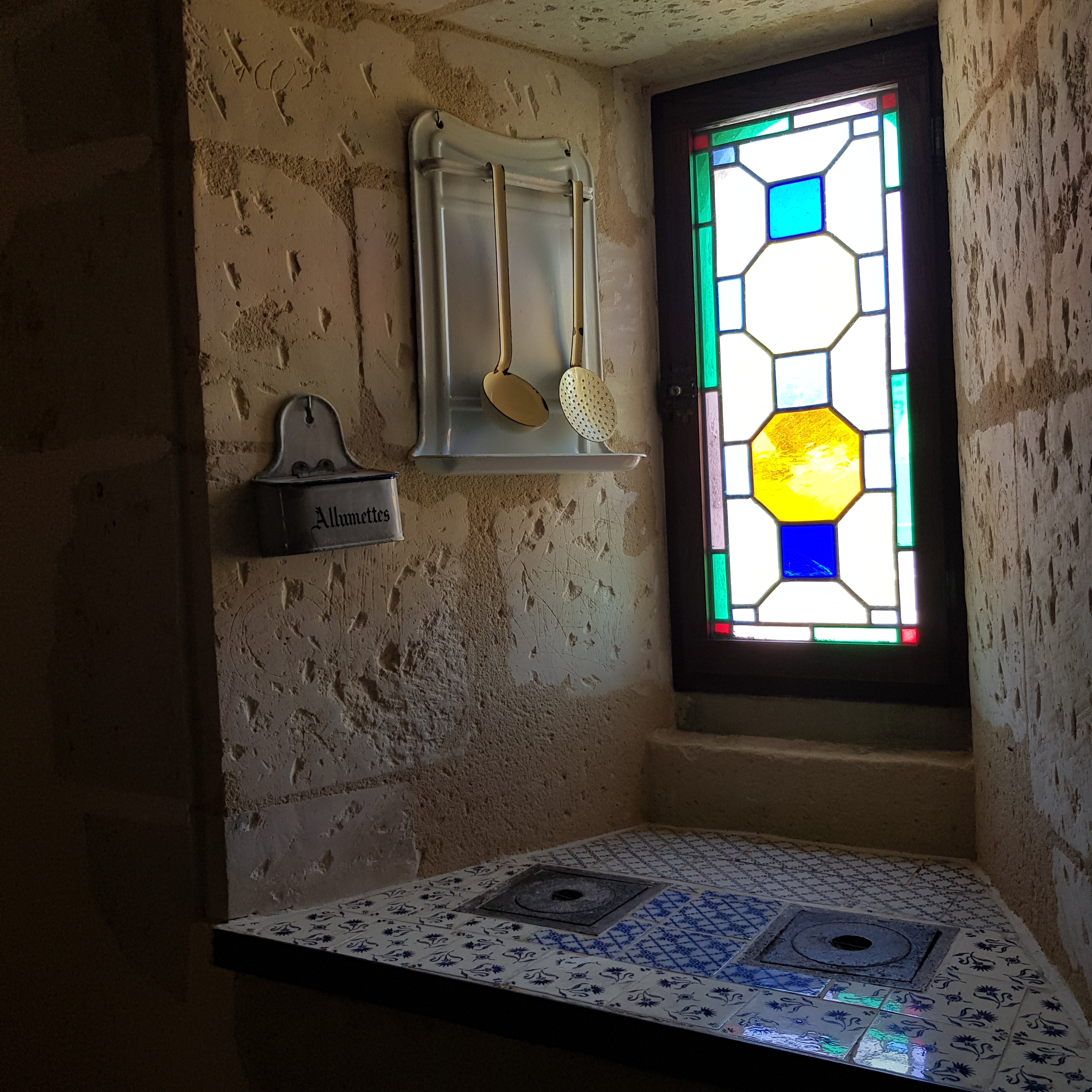
1er étage - Salle du curé.
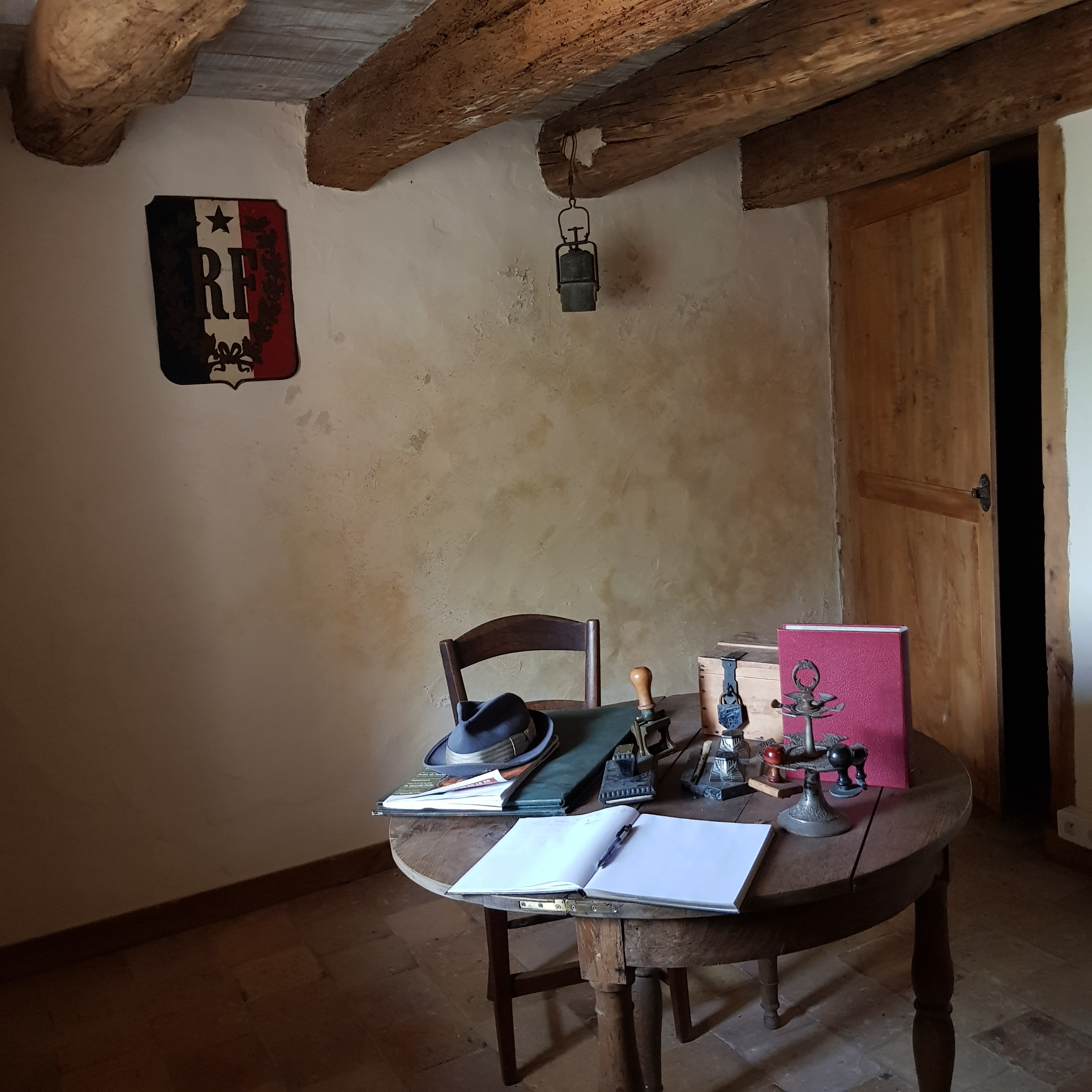
2e étage - Salle du conseil municipal.
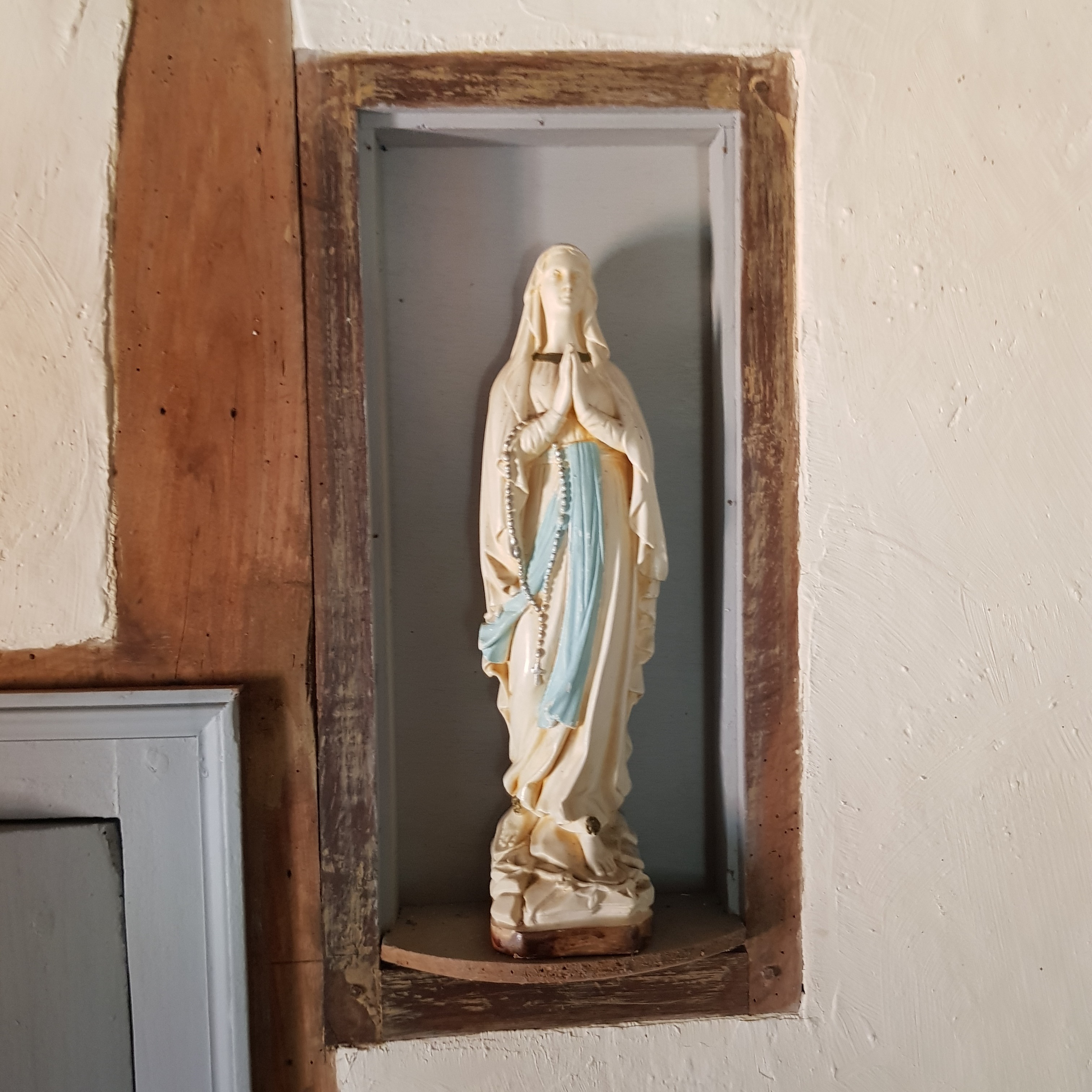
3e étage - Chambre à coucher du curé.
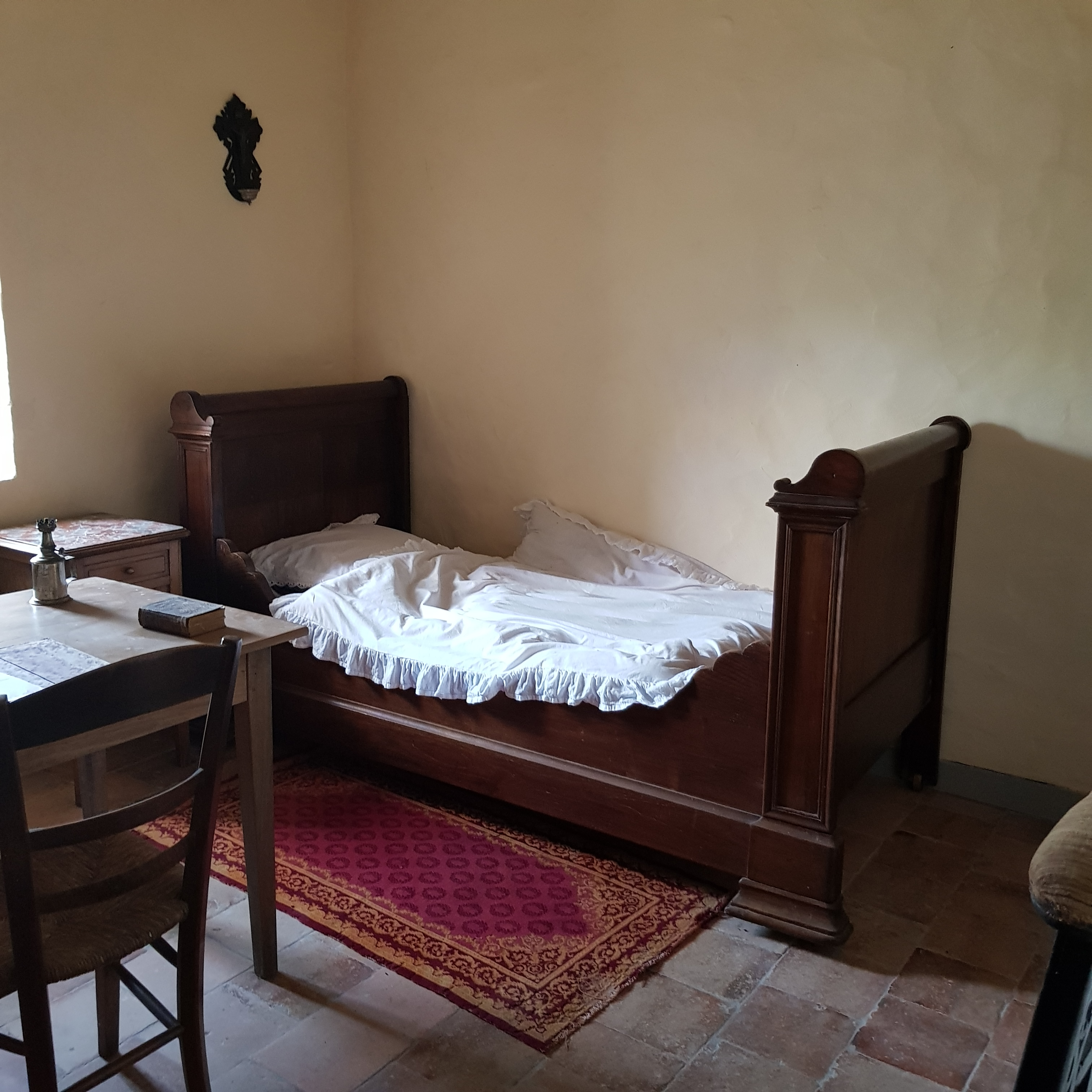
3e étage - Chambre à coucher du curé.
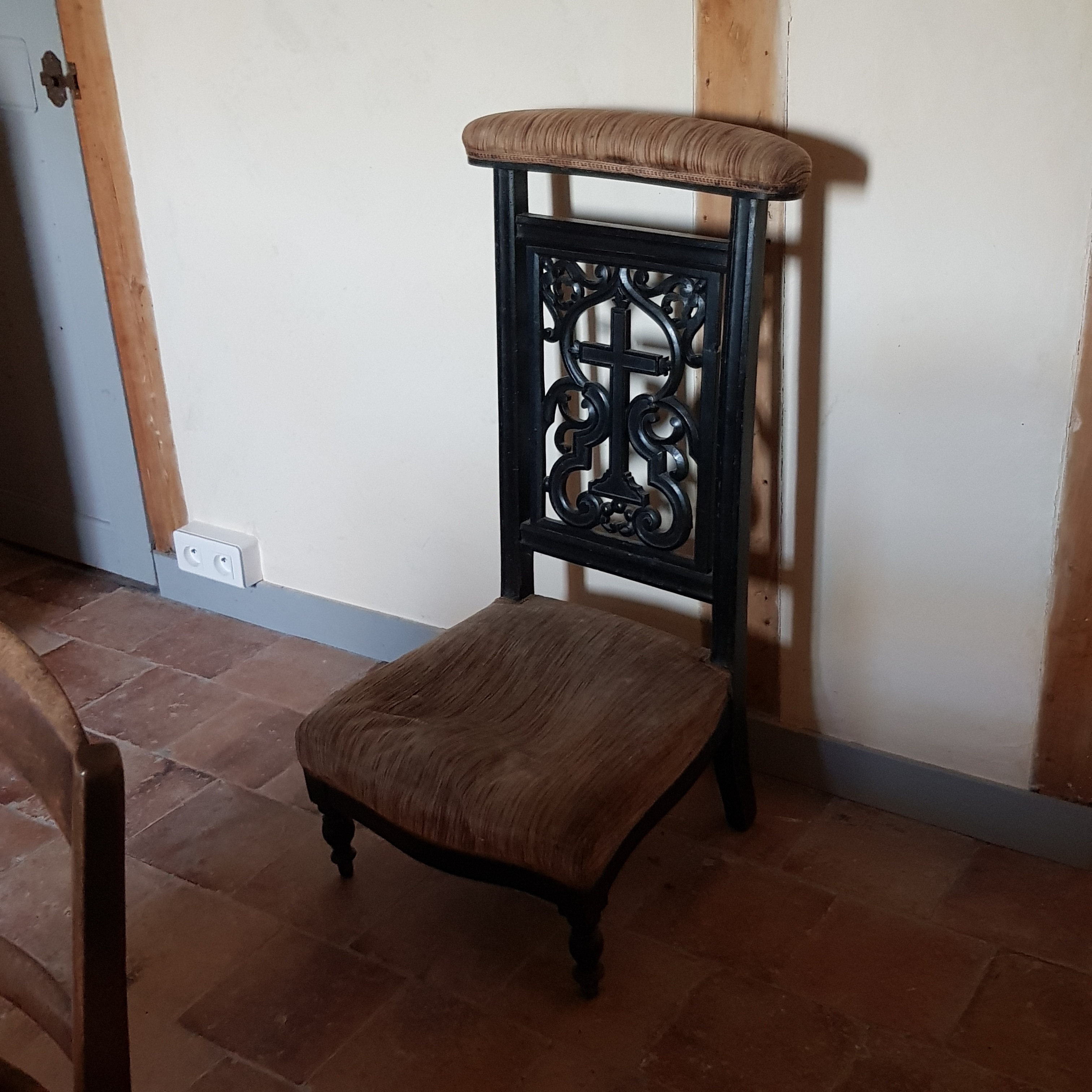
3e étage - Chambre à coucher du curé.

Cette église abrite :
- Deux verrières des XVIe et XIXe siècles : saint Jean-Baptiste, sainte Barbe, l'Annonciation, sainte Marthe (baies 1 et 2),  Inscrit MH (1908)[33] ;

Cartes postales anciennes des vitraux de l'église
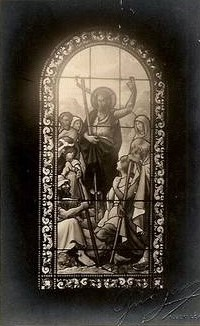
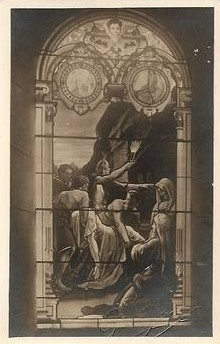
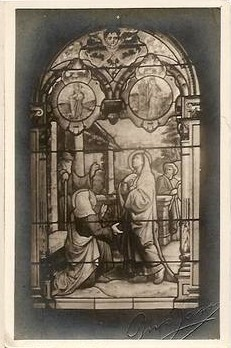
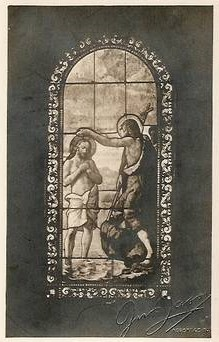
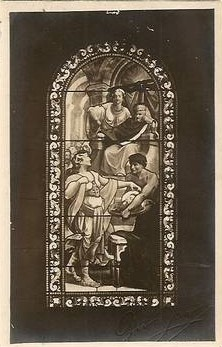

- Une armoire de sacristie, style Louis XV du XVIIIe siècle  Inscrit MH (1957)[34] ;
- Huit estampes, dites images d’Épinal du XVIIIe siècle  Inscrit MH (1957)[35].

#### Fontaine Saint-Jean
La commune fut un des lieux sacrés du paganisme et la Fontaine Saint-Jean, aurait la particularité d'avoir des vertus miraculeuses.
Placée en face de l'église, elle ressemble à une grotte dans laquelle est placée une statue de Saint-Jean. Chaque année, la veille de la Saint-Jean, les visiteurs, avant le soleil levé, venaient des départements voisins avec pour but de toucher l'eau miraculeuse qui coulait de la fontaine. Certains visiteurs achetaient directement au curé de la paroisse de l'eau, d'autre s'en versaient sur le corps ou uniquement sur la partie malade, d'autres encore, dont la totalité du corps était malade, trempaient une chemise et l'enfilaient. Des mères plongeaient des bébés malades tout nus dans l'eau glacée pensant qu'un miracle aurait lieu. Au vu du nombre de décès infantiles, le Docteur Robbe en 1834 dénonça ces pratiques.
La Gazette des Hôpitaux de Paris, en 1834 avait publié le pamphlet suivant :

« Il existe dans es environs (Nogent-le-Rotrou) une fontaine dite du Bon Saint-Jean, véritable piscine, renommée pour ses miracles. C'est la panacée universelle, le remède à tous maux. Malgré sa grande réputation, on peut établir toutefois qu'elle produit plus de maladies qu'elle n'en guérit véritablement. En effet, à une certaine époque de l'année, on voit arriver de toutes parts une foule de nourrices, qui viennent plonger dans ses eaux glacées leurs enfants au maillot. Par cela même qu'ils ont le corps couvert de gourme, on peut croire que, de cette immersion froide, il doit résulter souvent la rétrocession subite de cet exhantème, et, par la suite, des maladies graves qui entraînent la mort de plusieurs d'entre eux. Je n'ai point l'intention de dérouler ici le chapitre des accidens occasionés par le fanatisme aux crédules habitans de nos campagnes. »

Deux anticléricaux notoires, M. Lepecq, ancien médecin pédiatre à l'assistance publique de Paris et M. Morin, ancien notaire et avocat firent pression pour interdire cette pratique. Un arrêté sous-préfectoral l'interdit en 1844. La tradition était plus forte que la loi, et celle-ci perdura jusqu'en 1848, date à laquelle M. Morin, devenu sous-préfet de Nogent-le-Rotrou pris les mesures nécessaires pour stopper définitivement ces pratiques. Cela a fait l'objet d'une Affaire de la vipère noire et de la fontaine miraculeuse.

La fontaine Saint-Jean
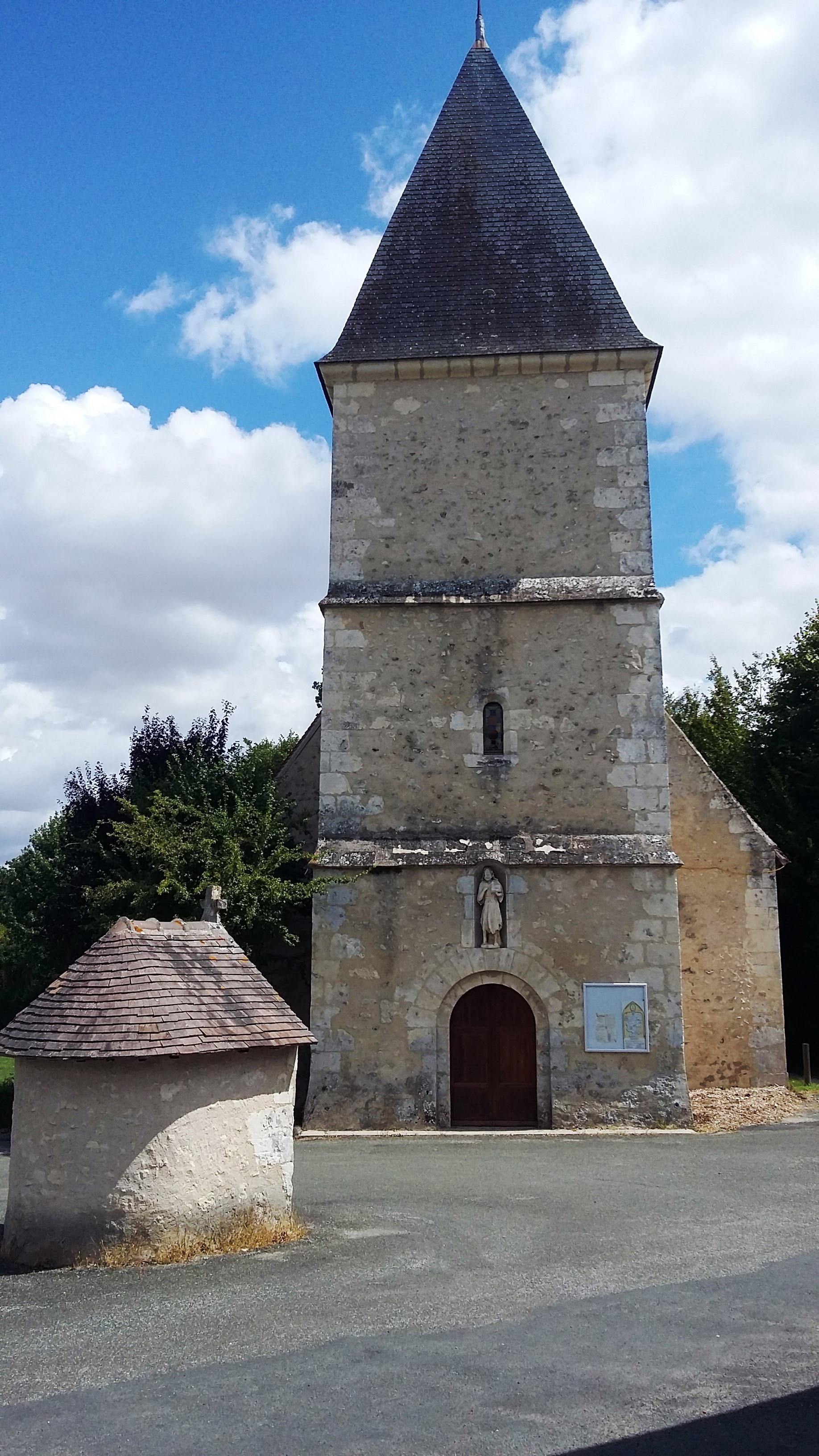
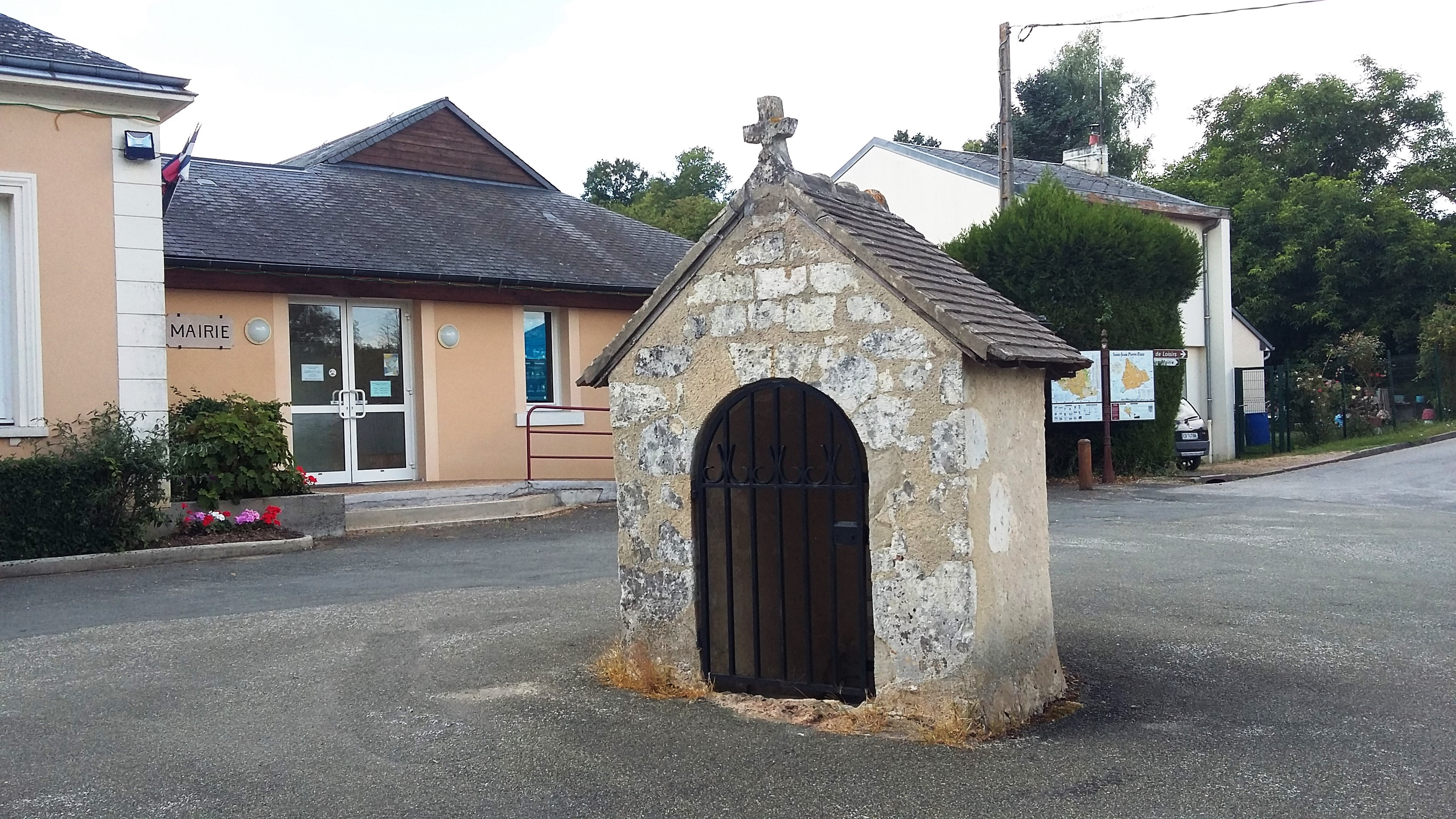
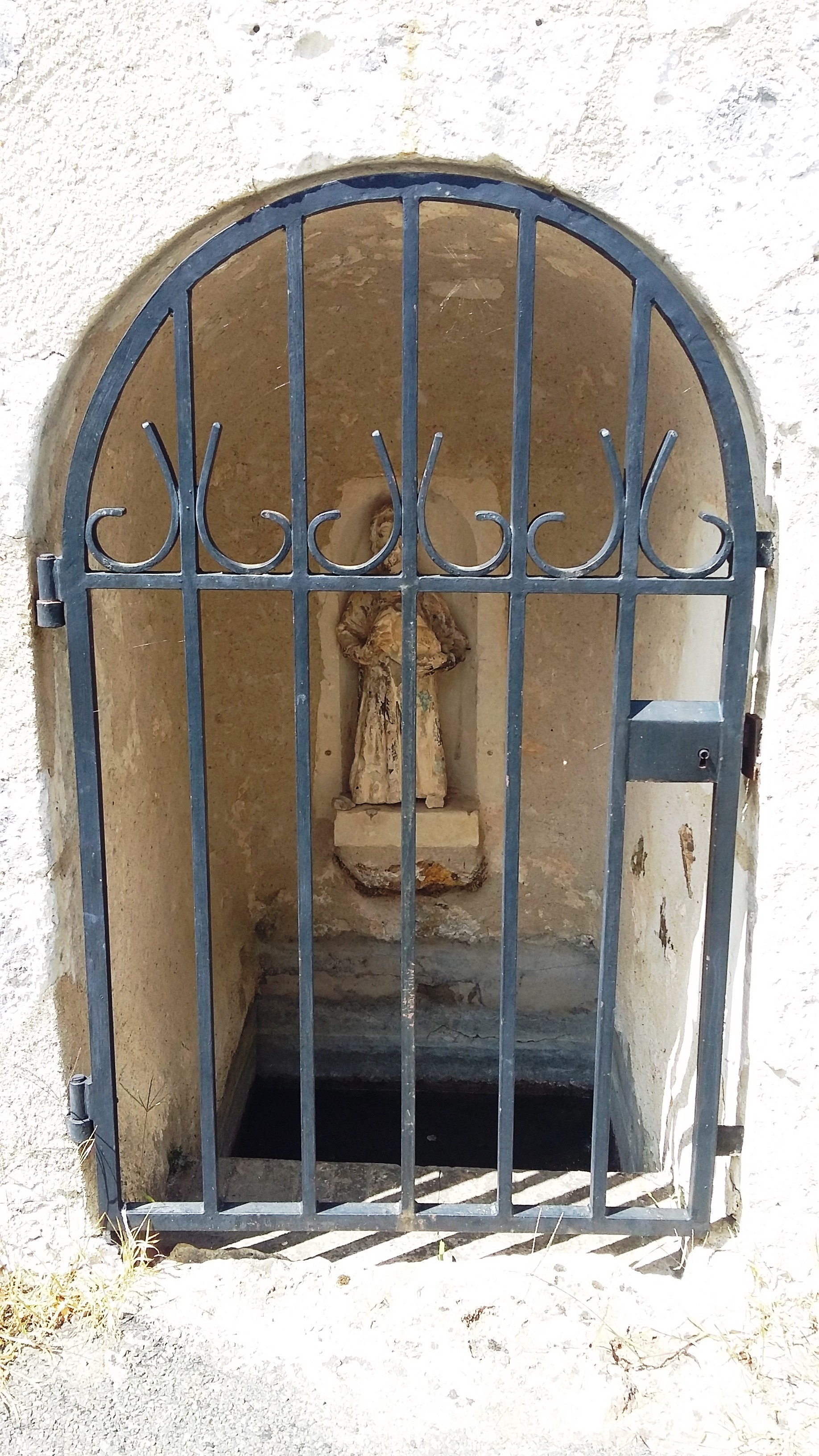
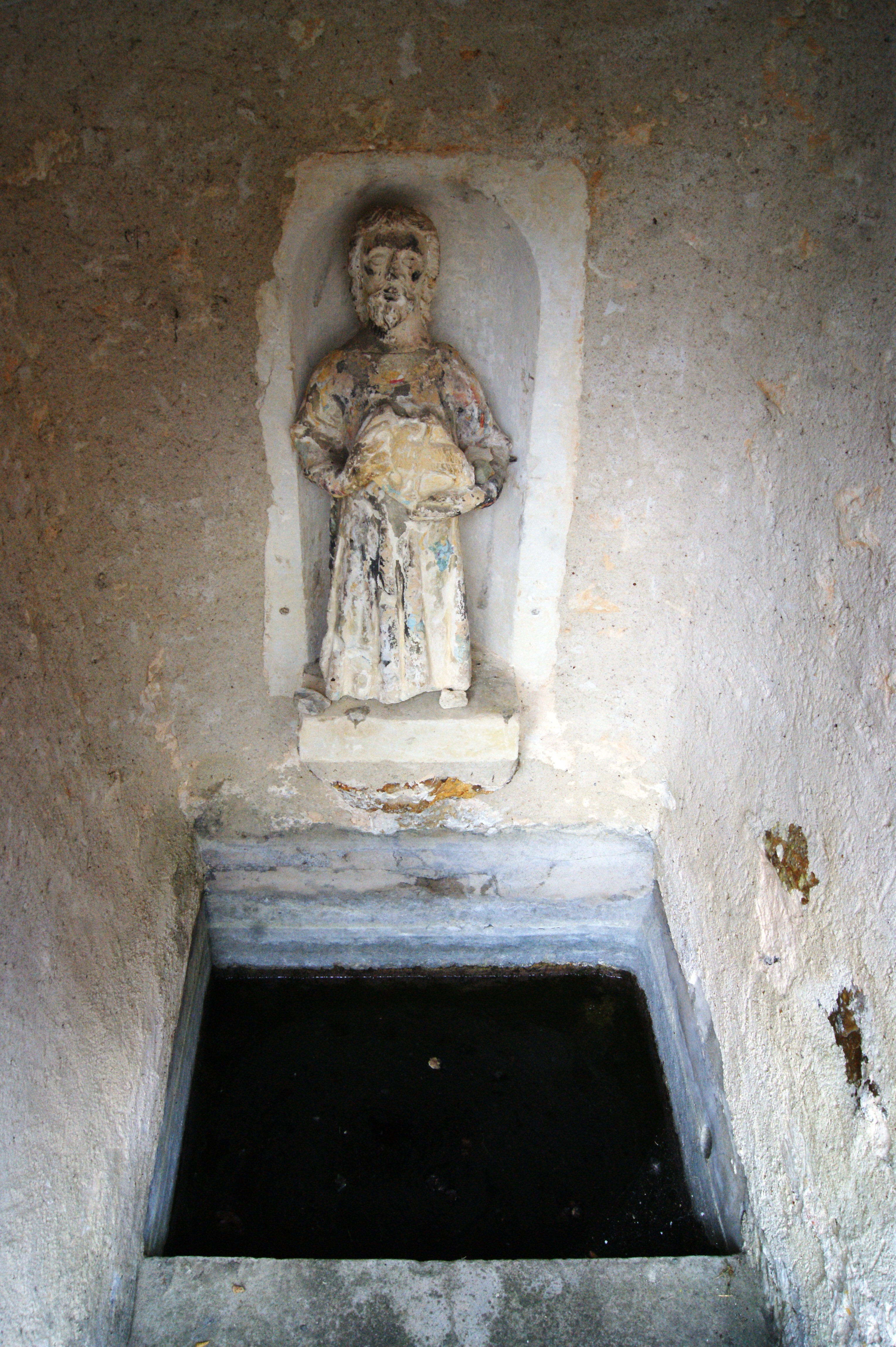
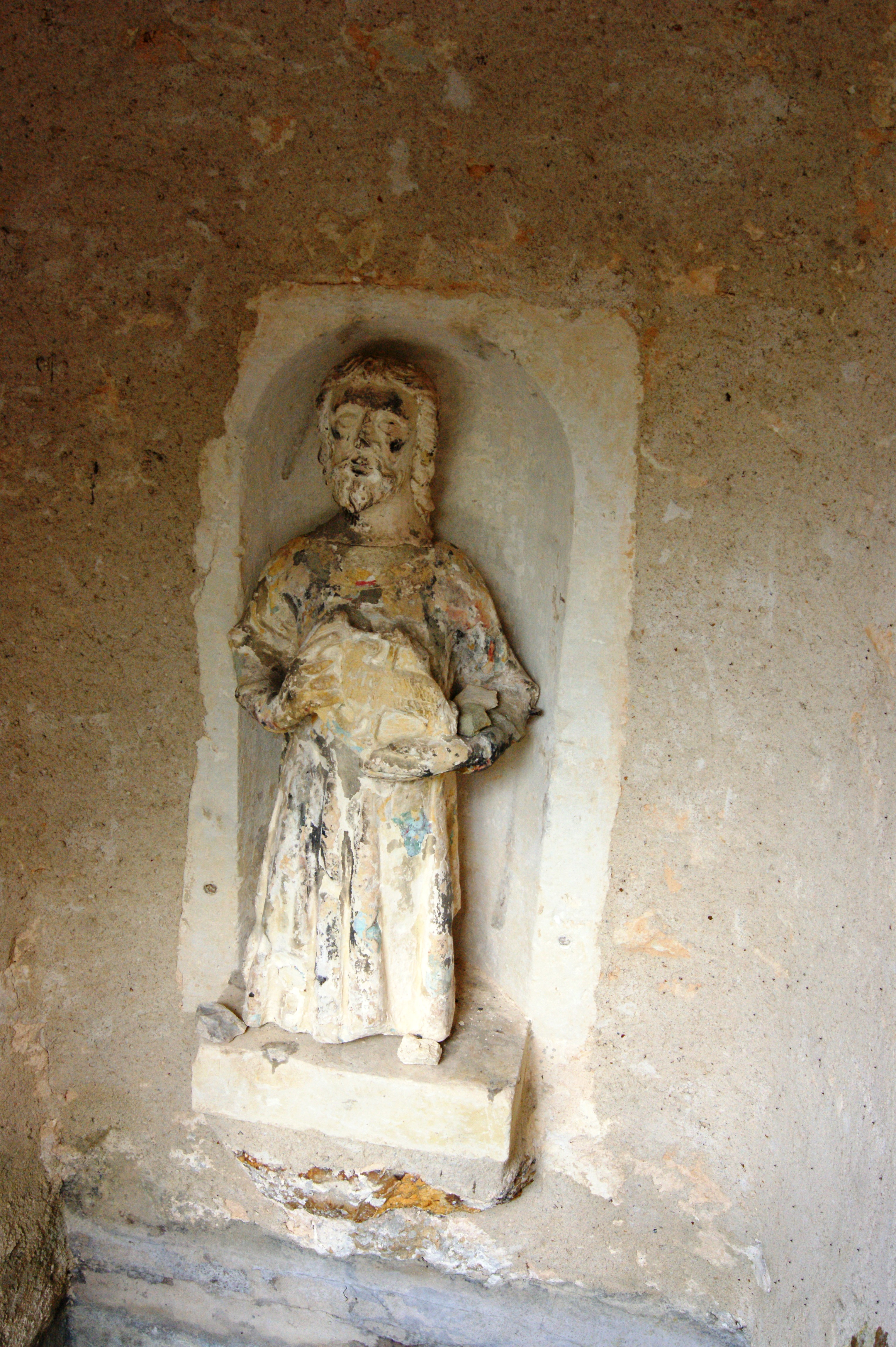

#### Manoir de Prainville
Le manoir de Prainville, recensé dans l'inventaire général du patrimoine culturel, est construit vers 1485 pour Patrice de Boisguyon, écuyer, fils cadet de Philippe de Boisguyon, seigneur de Montdoucet. Ce manoir est une propriété privée.

Cartes postales anciennes du manoir de Prainville
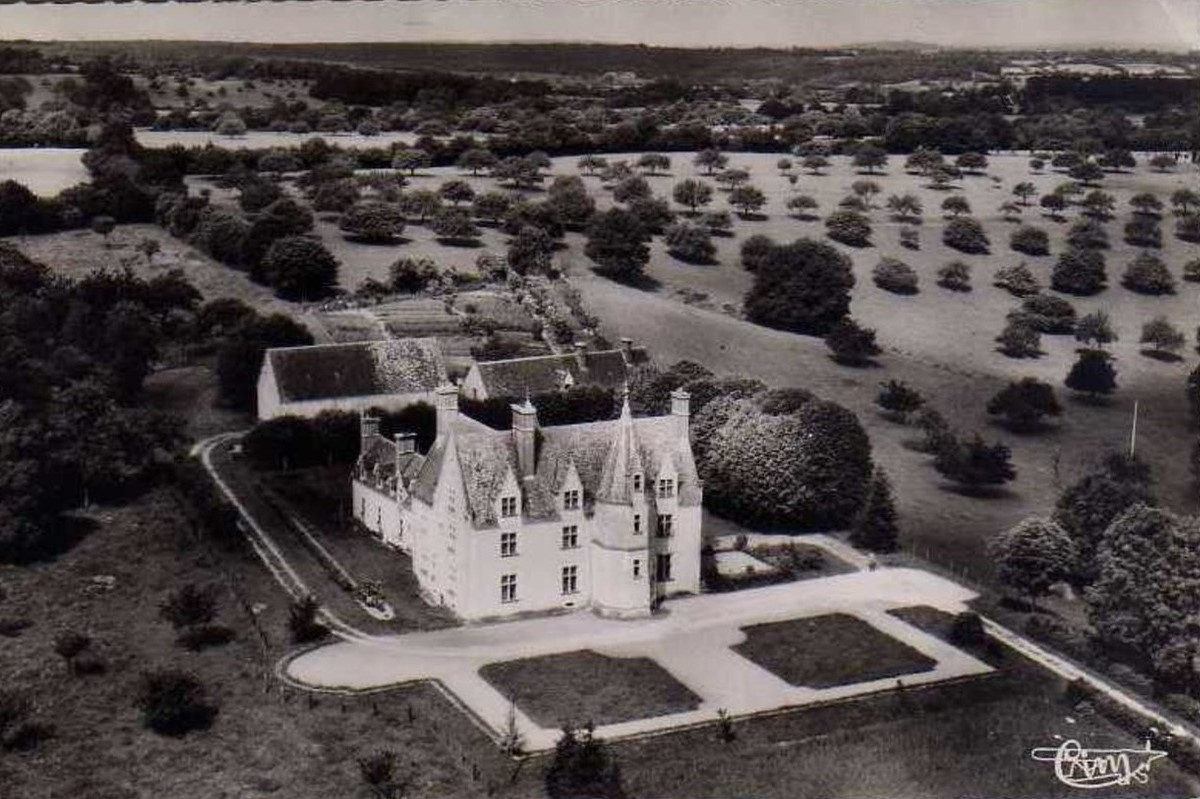
Vue aérienne.
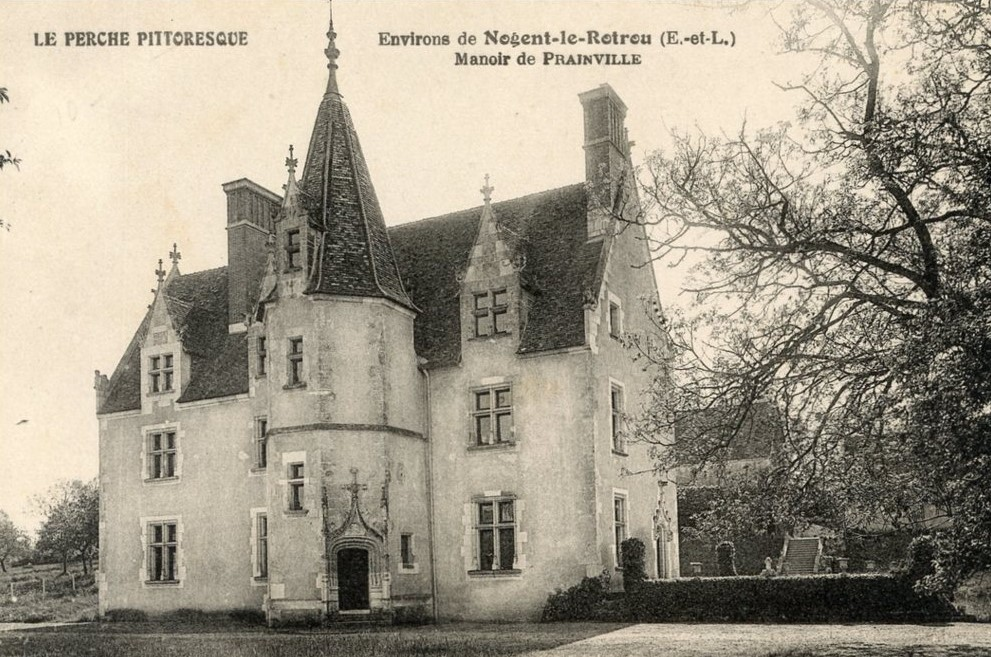
Façade est.
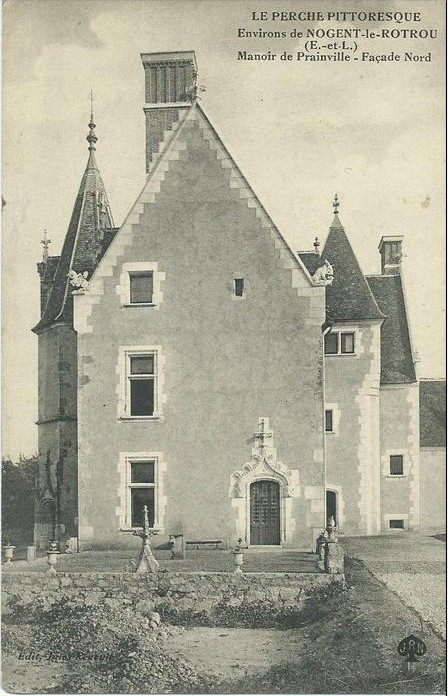
Façade ouest.
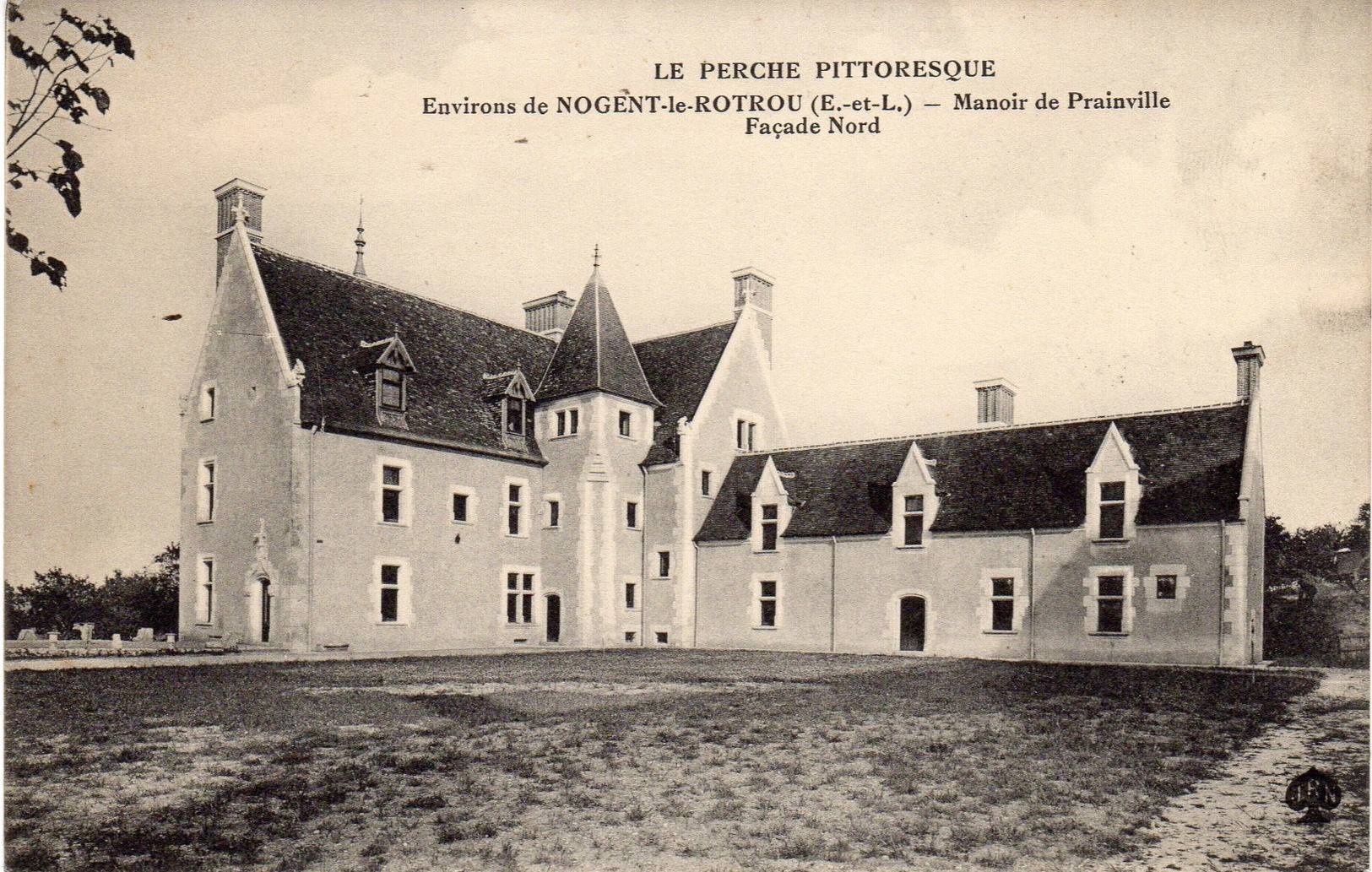
Façade nord-ouest.
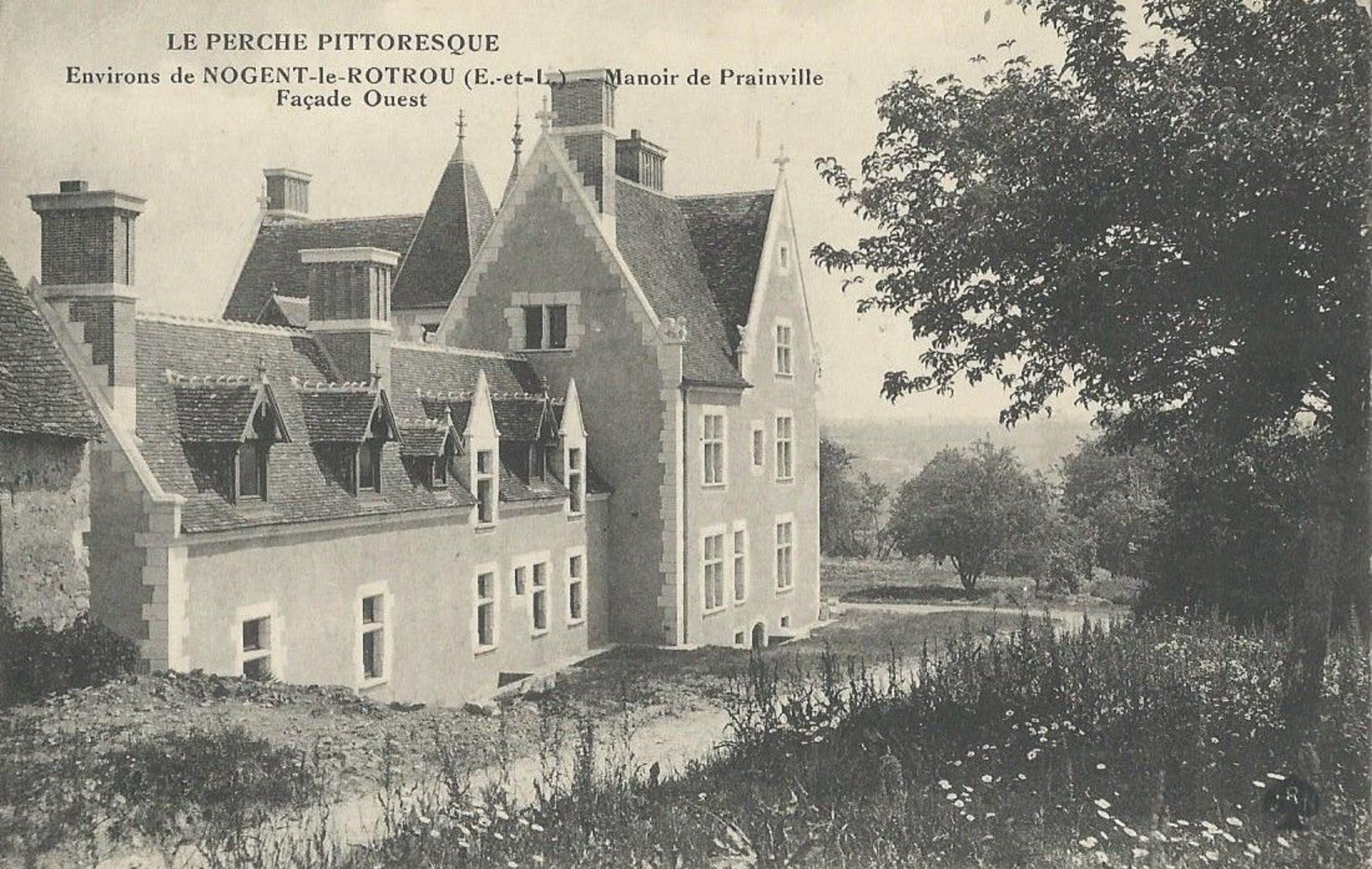
Façade sud.

#### Monument aux morts et cimetière
Le Monument aux morts se trouve dans l'enceinte du cimetière.
Sur ce dernier, sont inscrits les noms des soldats morts pour la France, dix durant la Première Guerre mondiale et un durant la Guerre d'Indochine.

Le monument aux morts et le cimetière
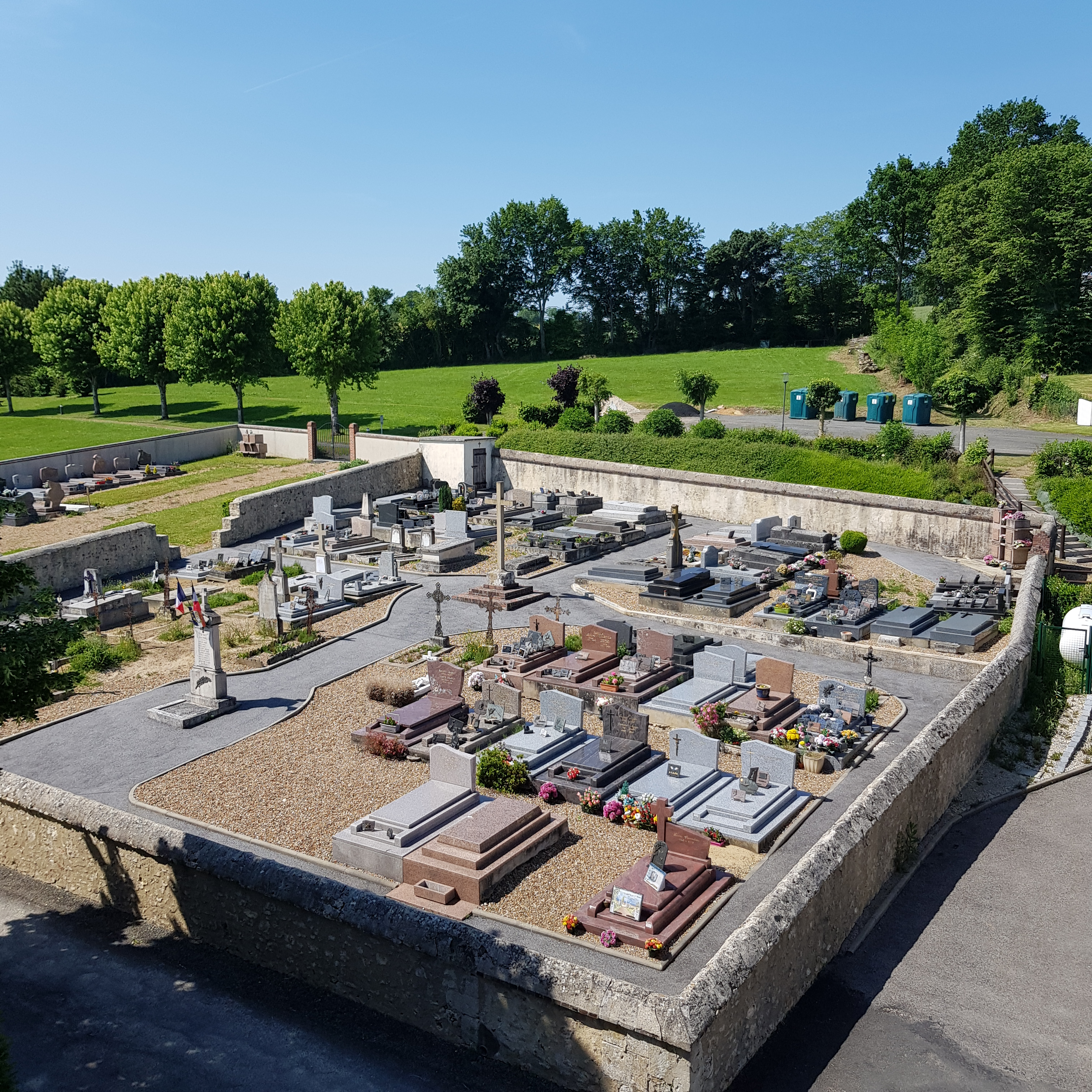
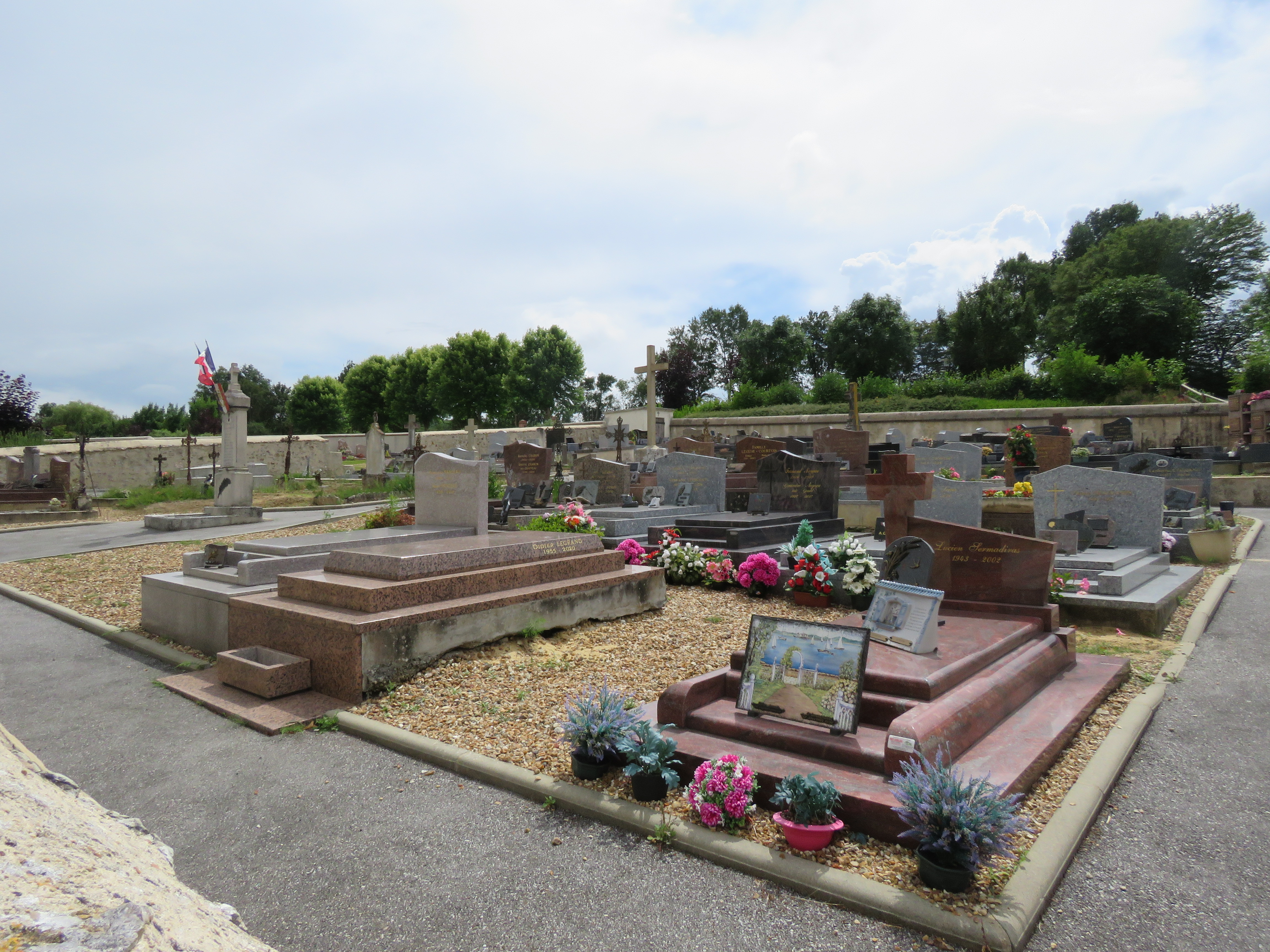
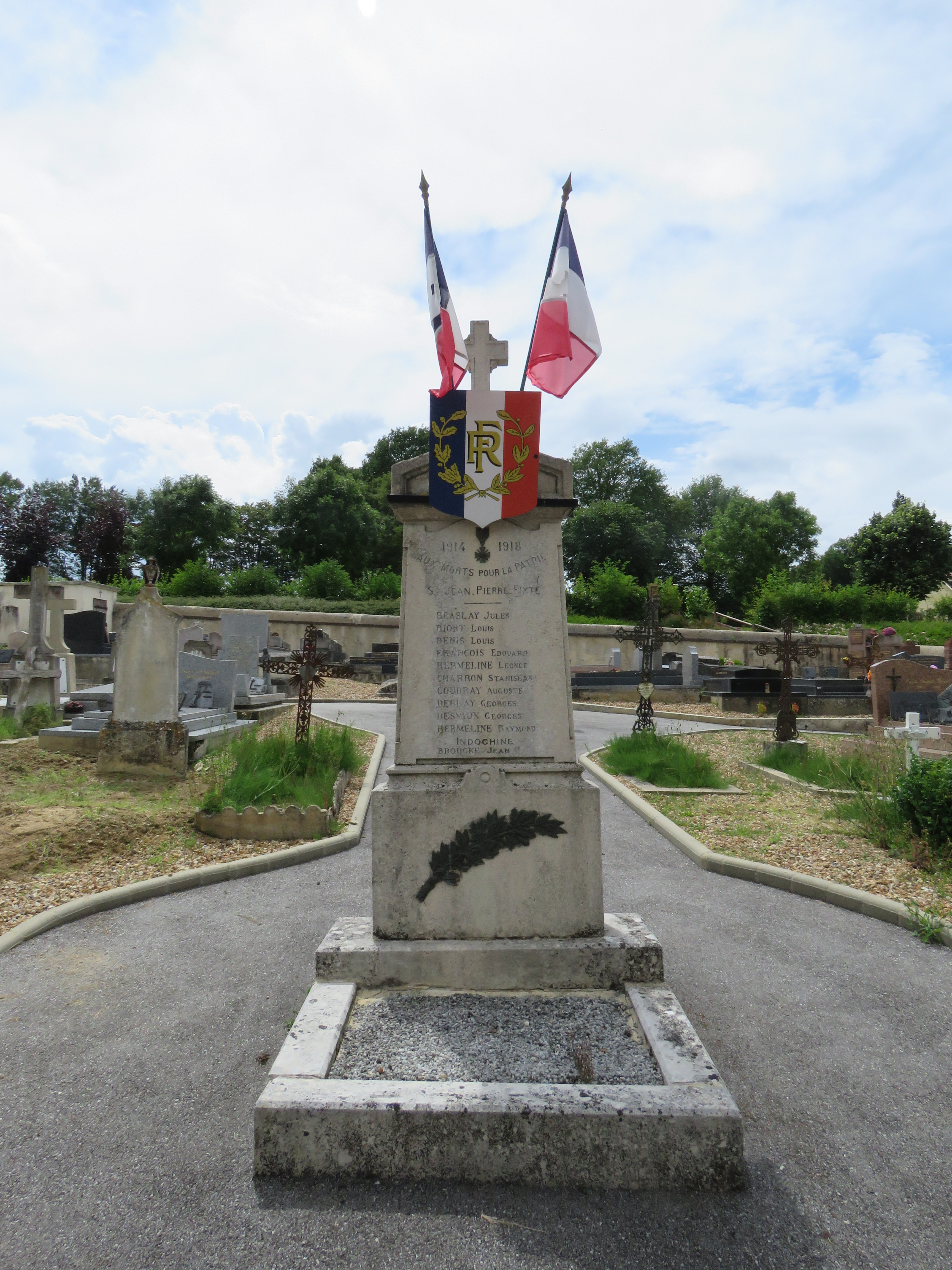
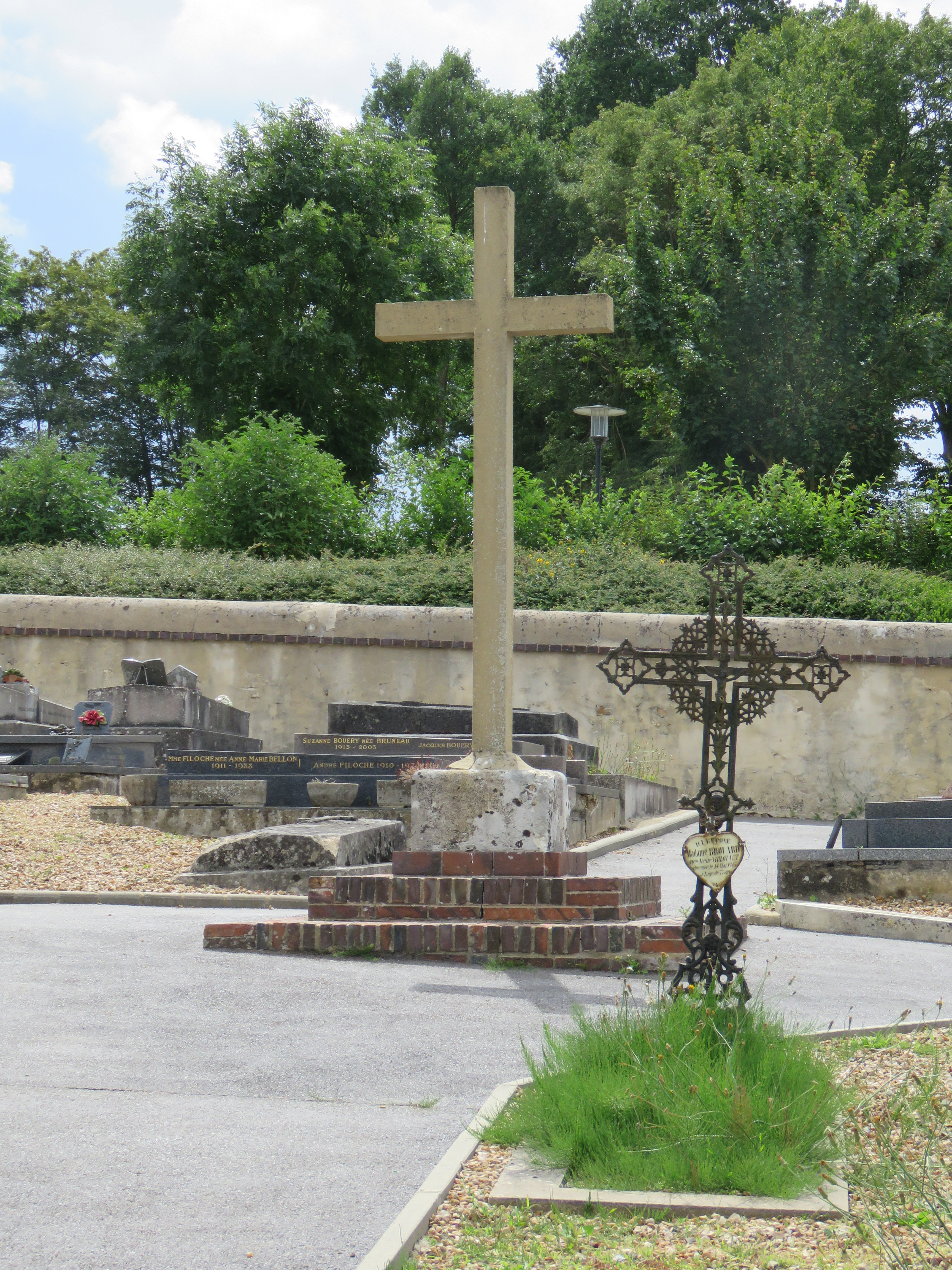
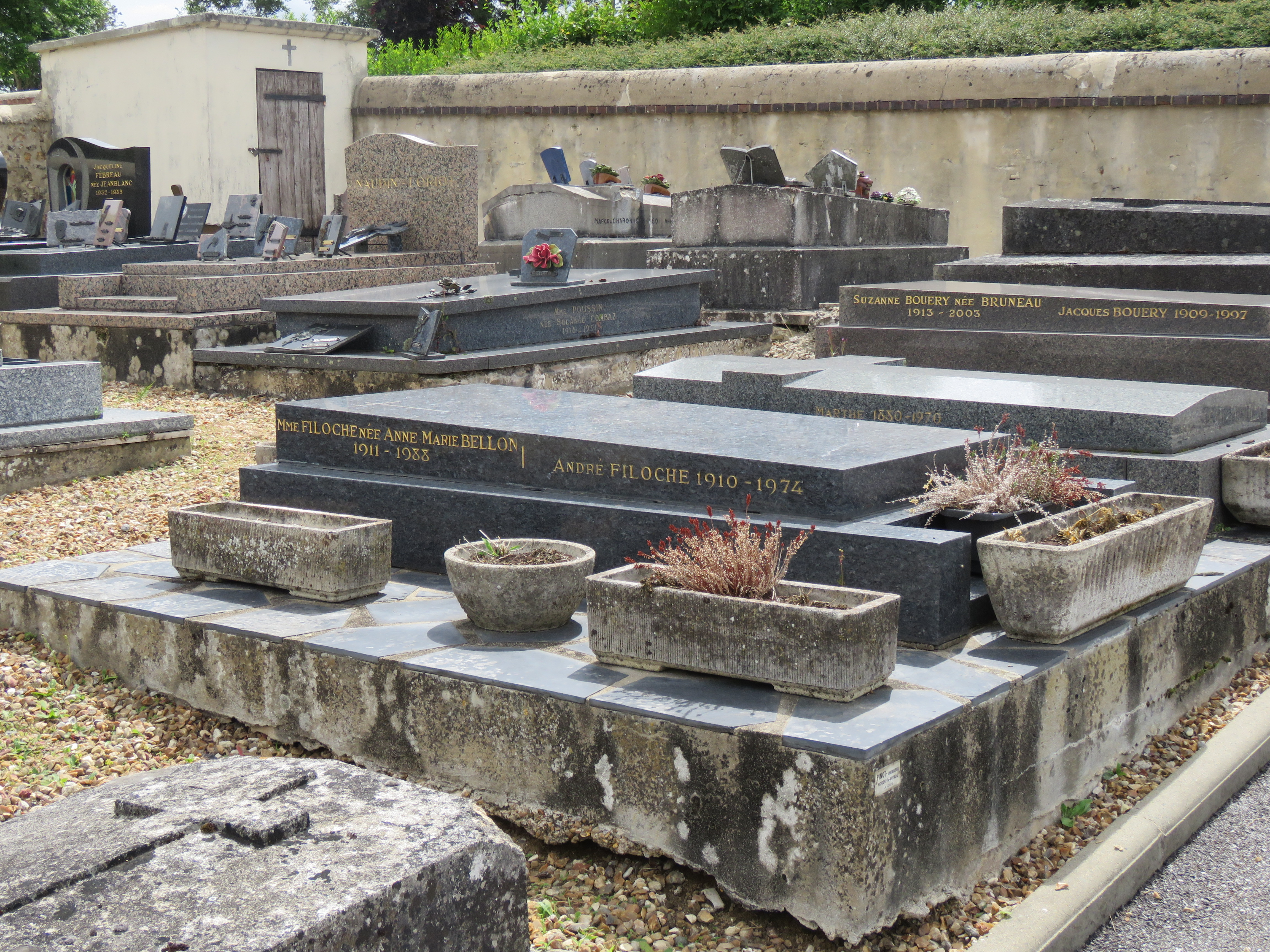

#### Moulin à papier
Déjà existant sur le cadastre de 1811, ce bâtiment a été modifié et agrandi au cours du XIXe siècle. Le propriétaire de l'époque, Gabriel Thibault, était papetier à Autheuil. Le moulin, transformé en usine produit du papier jusqu'au milieu des années 1860. Vendu à Louis Lepelley, tanneur à Paris, ce dernier l'exploite en tant que moulin à tan. Ce même propriétaire, décide une nouvelle transformation en fabrique de dominos et boutons qu'il cédera en 1921 à Émile Serrault, fabricant de bouton). L'activité de cette fabrique cessera à la veille de la seconde Guerre Mondiale.
Ce moulin, depuis 1952, est propriété de la Fédération départementale pour la pêche et la protection du milieu aquatique. Elle fait de ce bâtiment une pisciculture et son siège.

### Héraldique
| Blason de Saint-Jean-Pierre-Fixte | Blason  | Taillé: au 1er de sinople à la pierre du lieu fichée d'or et senestrée à sa base d'une pierre couchée du même, au 2e d'azur à la fontaine miraculeuse du lieu d'argent. |
| Blason de Saint-Jean-Pierre-Fixte | Détails | Le statut officiel du blason reste à déterminer. |